# 営団02系電車
営団02系電車（えいだん02けいでんしゃ）は、1988年（昭和63年）10月17日に営業運転を開始した、帝都高速度交通営団（営団）の通勤形電車である。2004年（平成16年）4月の営団民営化にともない、東京地下鉄（東京メトロ）に継承された。

## 概要
丸ノ内線で開業以来使用していた300形・500形等が車両更新時期の目安である30年が経過したことや、1984年（昭和59年）に導入された銀座線用の01系が乗客に好評であったことから、本系列が導入されることとなった。
01系をベースに設計・製造したため、外観や機器などは01系に準拠したものとなっている 。これは検査業務を担当する中野車両基地での取り扱いを考慮したものである 。丸ノ内線においても本系列への統一後（本線は1995年2月、方南町支線は1996年7月に統一）の1998年（平成10年）3月には保安装置の新CS-ATC化が実施され、最高速度が従来の65 km/hから75 km/hに引き上げられた。

## 外観
以下の項目は本線用車両の落成当時の仕様について述べ、方南町支線用車両（80番台）については別途記述する。
本系列のデザインを検討するにあたっては、ベースとなった01系との違いを外観デザインで表現するため、丸ノ内線開業以来使用してきた300形のイメージを本系列に残すことが意識され、デザインテーマは「従来車の面影」・「エレガント」とされた。しかし、無塗装のアルミ車体に300形のイメージを残すことには苦労があり、側面ラインカラー帯は「スカーレット（赤）」と「白色」の2色のラインを組み合わせることで、従来の丸ノ内線車両のサインウェーブのイメージを表現した。内装も赤色を基調としたものとした。
車体はアルミニウム合金製で、片側3扉構造である。車両の製作工法は01系と同様、アルミニウム合金の大型押出形材・中空形材（床板など）を組み合わせて連続ミグ溶接工法によって組み立てるというものである。銀座線に比べて丸ノ内線の方がトンネル断面を拡大している分車両限界も大きいため、01系の全長16 m・幅2,550 mmに対して本系列は全長18 m・幅2,780 mmと、一回り大きくなっている。
車体には丸ノ内線のラインカラーであるスカーレット（赤色）の帯が入っており、アクセントとしてホワイトの細い帯も入っている（前述）。側面はラッシュ時に赤坂見附駅で銀座線と乗り間違えることを防ぐ目的もあり、扉上部に赤帯が巻かれている。
01系は直線性を強調した角ばった形状であるのに対し、本系列では「優しさ」を求めて屋根肩部や前面形状などに丸みをつけている。フロントガラスは横方向に大きな曲線を描いており、上部には飾り窓をはめ込んでいる。前面にはプラグドアによる非常口が設置されている。丸ノ内線は第三軌条方式であり、線路に下りると感電の危険があることから非常用のハシゴは設置していなかったが、後年に設置された。
車体側面には営団時代より営団団章（Sマーク）が配されていた。これは東京メトロへの移行時に「ハートM」マークに交換され、さらに正面左窓上と側面乗務員室扉直後にも同様のマークが貼り付けされた。

### 次車分類と仕様一覧
- 本系列の次車分類と製造当初の仕様は下表の通り。

|                  | 1次車                                         | 2次車                                         | 3次車                                         | 4次車                                         | 5次車                                         | 5次車                                         | 6次車                                         | 7次車                                         | 方南町支線用                   |
| ---------------- | --------------------------------------------- | --------------------------------------------- | --------------------------------------------- | --------------------------------------------- | --------------------------------------------- | --------------------------------------------- | --------------------------------------------- | --------------------------------------------- | ------------------------------ |
| 製造年度         | 1988年度                                      | 1989年度                                      | 1990年度                                      | 1991年度                                      | 1992年度                                      | 1992年度                                      | 1993年度                                      | 1994年度                                      | 1996年度                       |
| 該当編成         | 01 - 04                                       | 05 - 07                                       | 08 - 10                                       | 11・12                                        | 13 - 19                                       | 20 - 22                                       | 23 - 30                                       | 31 - 53                                       | 81 - 86                        |
| 運用線区         | 本線（池袋 - 荻窪） 支線（中野坂上 - 方南町） | 本線（池袋 - 荻窪） 支線（中野坂上 - 方南町） | 本線（池袋 - 荻窪） 支線（中野坂上 - 方南町） | 本線（池袋 - 荻窪） 支線（中野坂上 - 方南町） | 本線（池袋 - 荻窪） 支線（中野坂上 - 方南町） | 本線（池袋 - 荻窪） 支線（中野坂上 - 方南町） | 本線（池袋 - 荻窪） 支線（中野坂上 - 方南町） | 本線（池袋 - 荻窪） 支線（中野坂上 - 方南町） | 支線のみ （中野坂上 - 方南町） |
| 冷房装置         | 非冷房車として登場                            | 非冷房車として登場                            | 新製時より冷房を搭載                          | 新製時より冷房を搭載                          | 新製時より冷房を搭載                          | 新製時より冷房を搭載                          | 新製時より冷房を搭載                          | 新製時より冷房を搭載                          | 新製時より冷房を搭載           |
| 行先表示器       | 字幕式                                        | 字幕式                                        | 字幕式                                        | 字幕式                                        | LED式                                         | LED式                                         | LED式                                         | LED式                                         | 字幕式                         |
| 制御方式         | 高周波分巻チョッパ                            | 高周波分巻チョッパ                            | 高周波分巻チョッパ                            | 高周波分巻チョッパ                            | 高周波分巻チョッパ                            | IGBT素子VVVFインバータ                        | IGBT素子VVVFインバータ                        | IGBT素子VVVFインバータ                        | IGBT素子VVVFインバータ         |
| 起動加速度       | 3.0 km/h/s                                    | 3.0 km/h/s                                    | 3.0 km/h/s                                    | 3.0 km/h/s                                    | 3.0 km/h/s                                    | 3.2 km/h/s                                    | 3.2 km/h/s                                    | 3.2 km/h/s                                    | 3.2 km/h/s                     |
| 台車             | 緩衝ゴム式 ボルスタ付台車                     | 緩衝ゴム式 ボルスタ付台車                     | 緩衝ゴム式 ボルスタ付台車                     | 緩衝ゴム式 ボルスタ付台車                     | 緩衝ゴム式 ボルスタ付台車                     | モノリンク式 ボルスタレス台車                 | モノリンク式 ボルスタレス台車                 | モノリンク式 ボルスタレス台車                 | モノリンク式 ボルスタレス台車  |
| 基礎ブレーキ装置 | シングルブレーキ                              | シングルブレーキ                              | シングルブレーキ                              | シングルブレーキ                              | ユニットブレーキ                              | ユニットブレーキ                              | ユニットブレーキ                              | ユニットブレーキ                              | ユニットブレーキ               |
| 主電動機出力     | 120 kW                                        | 120 kW                                        | 120 kW                                        | 120 kW                                        | 120 kW                                        | 120 kW                                        | 120 kW                                        | 120 kW                                        | 120 kW                         |
| 車椅子スペース   | なし                                          | なし                                          | なし                                          | なし                                          | あり                                          | あり                                          | あり                                          | あり                                          | あり                           |
| 客用ドア         | 単層ガラス                                    | 単層ガラス                                    | 複層ガラス                                    | 複層ガラス                                    | 複層ガラス                                    | 複層ガラス                                    | 複層ガラス                                    | 複層ガラス                                    | 単層ガラス                     |

1. ↑  当初、1994年度は10本投入の予定であったが、500形などの置き換えを早めるため予定が変更され23本が竣工した（「鉄道ジャーナル」1994年9月号「営団地下鉄1994年の事業計画」56頁記事。同記事では丸ノ内線の新造車投入予定数は60両と記載されている）。

### 冷房装置について
丸ノ内線ではかつて駅冷房に加えトンネル冷房を実施していたため、初期に落成した2次車までは01系初期編成と同様に非冷房車として落成したが、1990年（平成2年）夏より銀座線と並行して丸ノ内線も車両冷房を導入することが決定され、3次車からは新製時より薄型集約分散式冷房装置を搭載している。非冷房車である2次車までも1990年（平成2年）7月 - 1996年（平成8年）6月までに冷房装置搭載改造を実施した。冷房改造車は側面上部に通風口を塞いだ跡があり、新製冷房車とは判別は容易である。
冷房装置は三菱電機製のCU-766形で、1基当たりの能力は16.3 kW (14,000 kcal/h) であり、これを車端部の屋根に埋め込む形で1両あたり2基を設置している。非冷房車は落成当初の車内の天井が高く、外気循環形の軸流送風機「ファンデリア」が各車6台設けられていた。冷房車として落成した3次車からは平天井構造とされ、天井に冷房用ダクト・吹き出し口・補助送風機としてはラインデリアが設けられた。非冷房車も後の冷房改造時に同様の構造へと改造された。
なお、本系列は丸ノ内線としては初めての暖房装置搭載車両でもある。

## 内装
車内内張りにはベージュ系の色を採用し、床材は01系よりも明るい色の茶色とクリーム色で2色フットライン入りのものとした。当初は床に主電動機点検蓋（トラップドア）があったが、第20編成よりメンテナンスが軽減された主電動機の三相交流化に伴い省略された。
側窓は車端部が2連窓、ドア間が3連窓で、いずれも開閉可能な下降窓である。車内側の窓枠は1・2次車がアルミ製であったが、3次車からはFRP製に変更された。なお、丸ノ内線には地上走行区間があるが、ロール式カーテンは設置していない。
座席モケットは全車両が赤系色で総柄プリント品のバケットシートである。1人分の掛け幅は5次車までが440 mm、6次車からは450 mmに拡大されたほか、袖仕切上部のパイプにモケットが巻かれたものとなった。優先席部は同柄で、青色の表地である。なお、当初の1 - 5次車は赤色の区分柄入りで非バケットタイプ（3次車からバケットタイプ）であったが、後年に前述した6次車以降と同じものへ交換された。
客用ドアは在来車両より100 mm広い1,400 mmに拡大し、ラッシュ時の乗降をスムーズにするようにしている。車内側も化粧板仕上げであり、ドアガラスは2次車までは単板ガラス、3次車以降では複層ガラスが採用された。連結面は各車に貫通扉が設置されており、妻面には窓が設置されている。
座席端の袖仕切りは荷棚の端と一体になったもので、形状は01系のものに似ているがそれよりも丸みを帯びている。荷棚はステンレス線を格子状にスポット溶接したものである。つり革は白色の三角形であり、線路方向は全長に渡って、枕木方向はドア付近上部に設置している。2006年（平成18年）初頭頃からは優先席部分のつり革がオレンジ色のものに交換されている。
車椅子スペースは5次車から設置が開始され、車内に2か所ずつ設けた。さらに非常通報器は警報式から乗務員との相互通話可能な対話式のものへ変更された。のちにワンマン運転への対応のため、全車両が対話式へ交換されている。連結面間貫通路は6次車からは車椅子での通行を考慮して800 mm幅から870 mm幅に拡幅された。
2007年（平成19年）頃から、車内号車札・非常通報装置・非常用ドアコック・消火器の表記類を10000系と同じ蓄光性シールへの交換が実施されている。

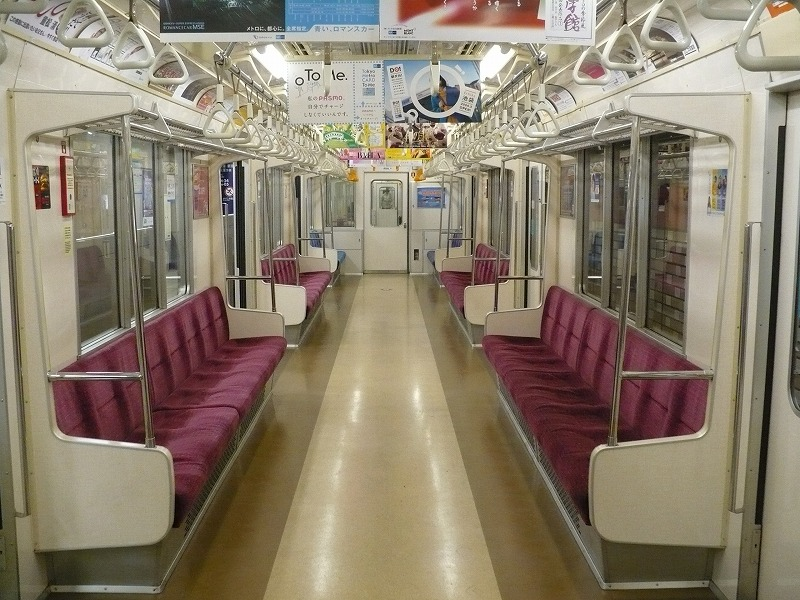
02系2次車・第06編成の車内
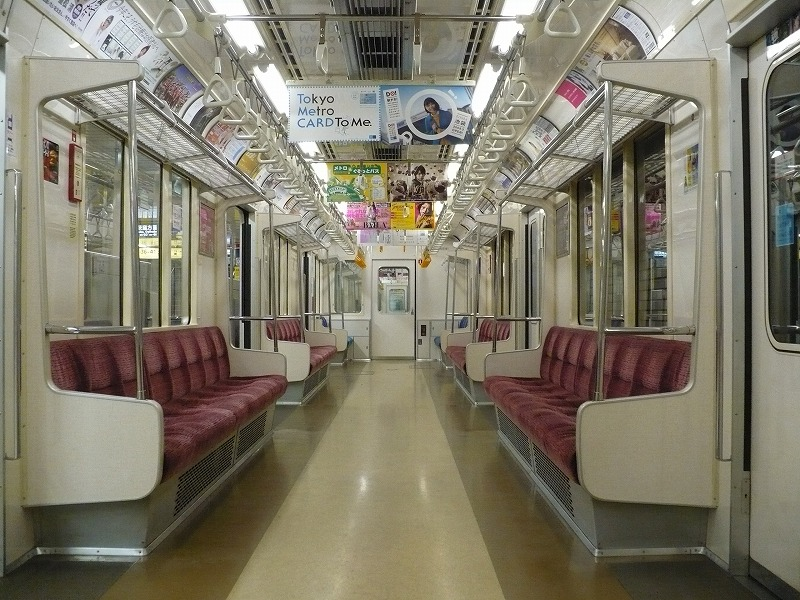
02系5次車・第16編成の車内 窓枠をFRPとしたのが前の2次車との相違
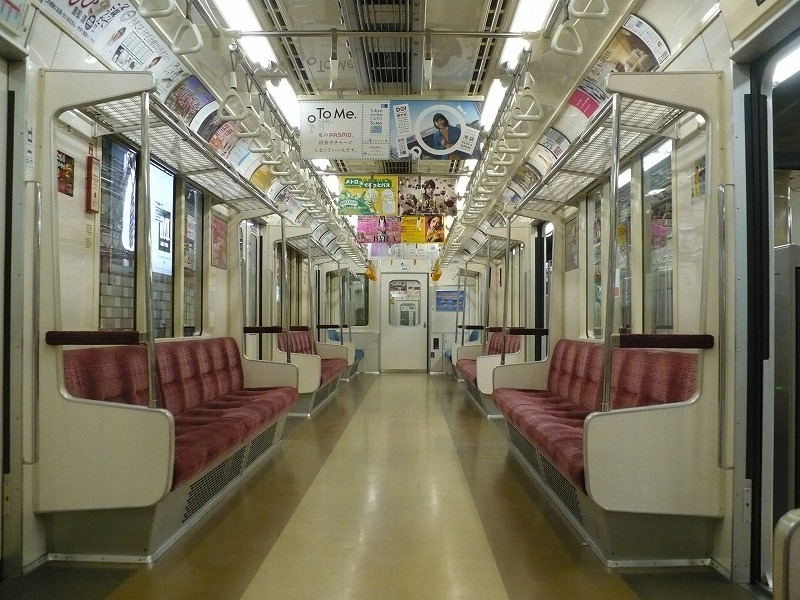
02系7次車・第38編成の車内 このグループは袖仕切上部のパイプがモケット貼りで、連結面の貫通扉幅を拡大している
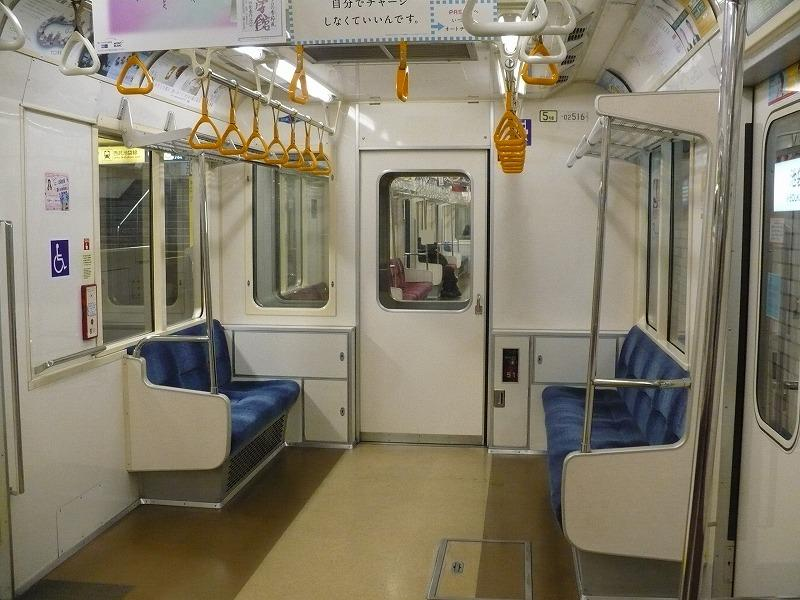
優先席と車椅子スペース
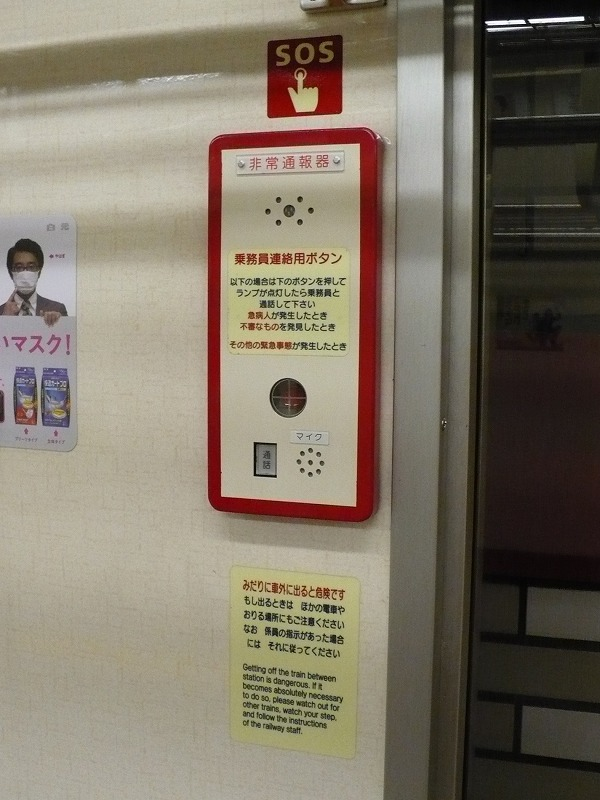
車内の対話式の非常通報器 全車両に搭載
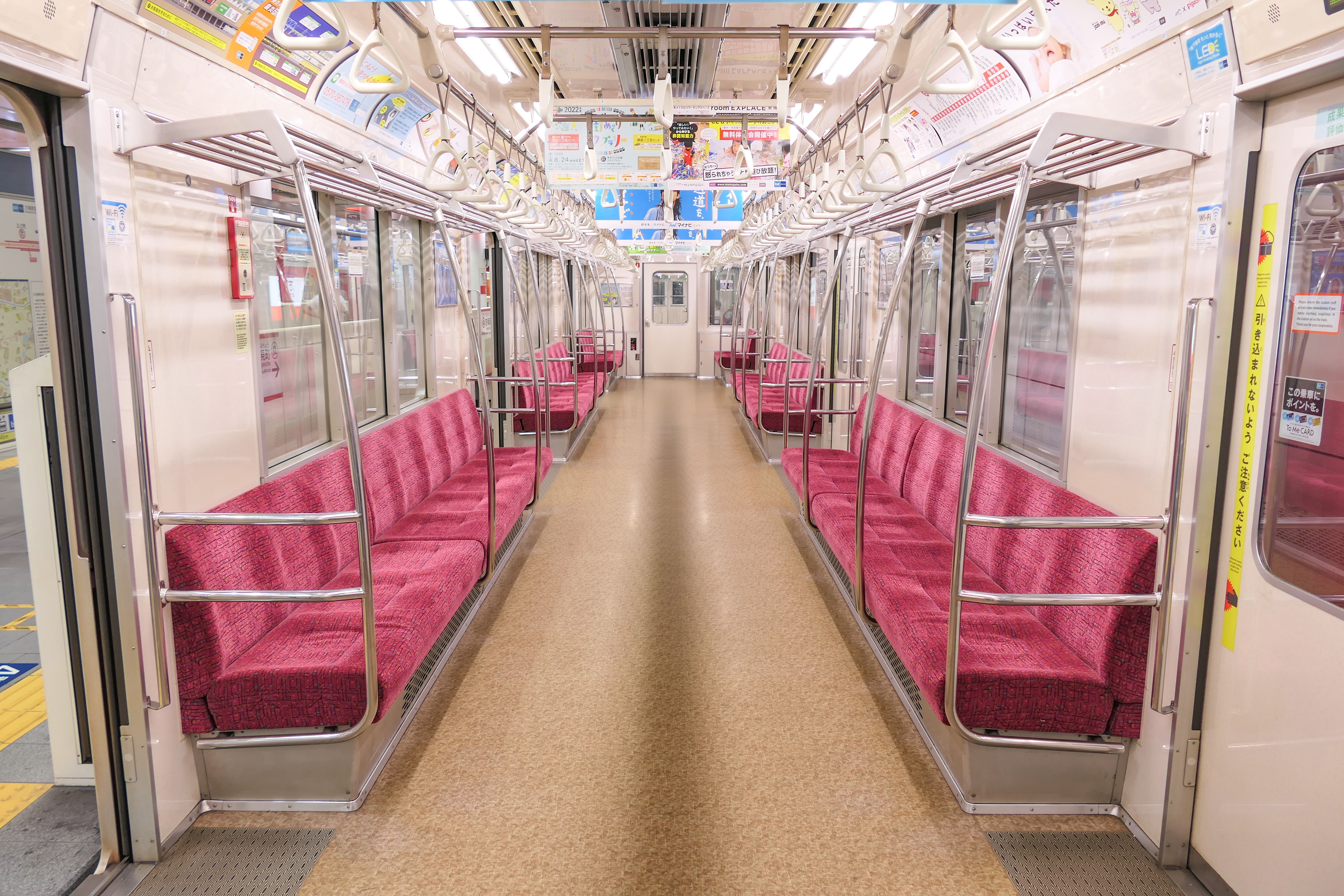
方南町支線用02系の車内 袖仕切や荷棚がパイプ式となっている
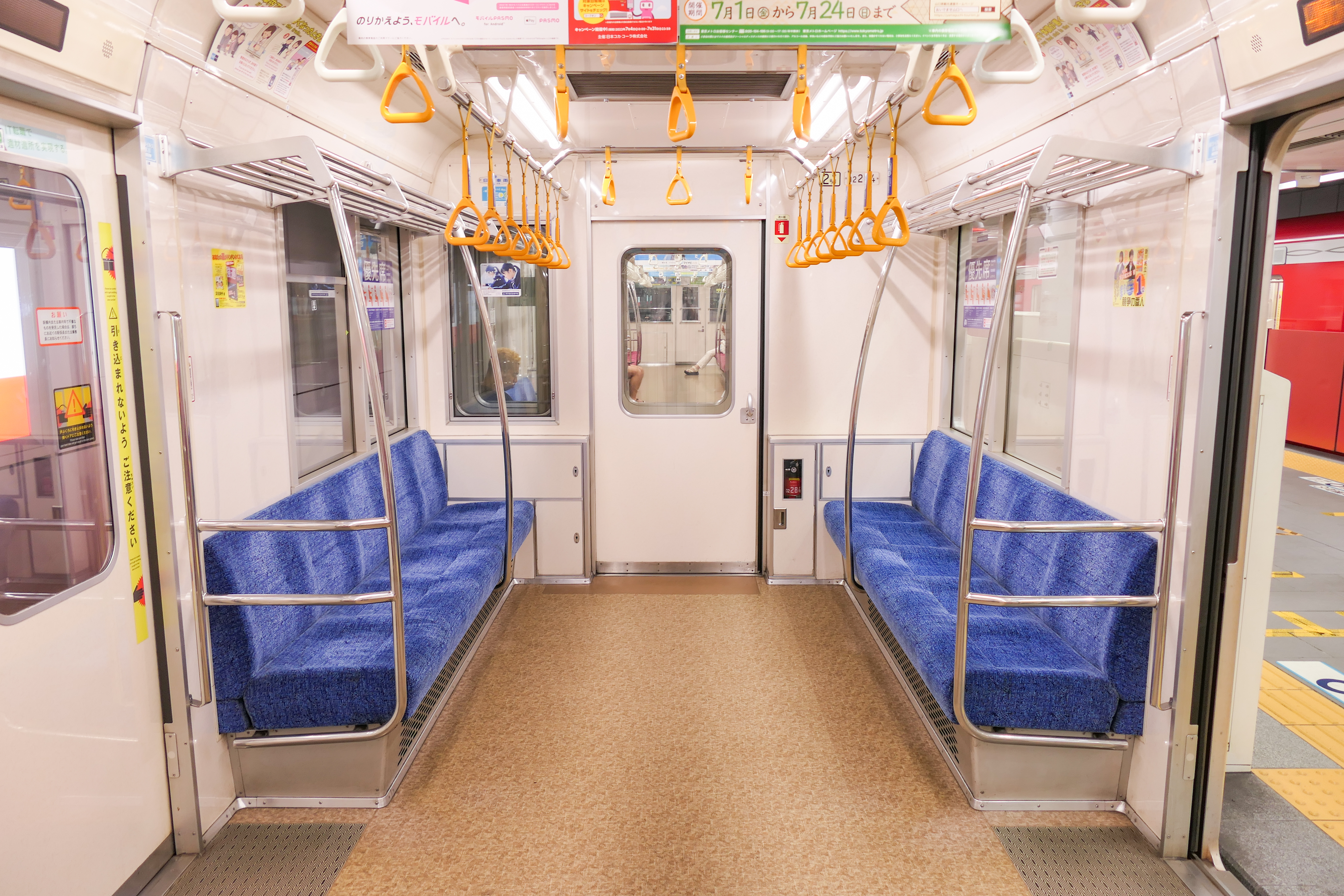
方南町支線用の優先席
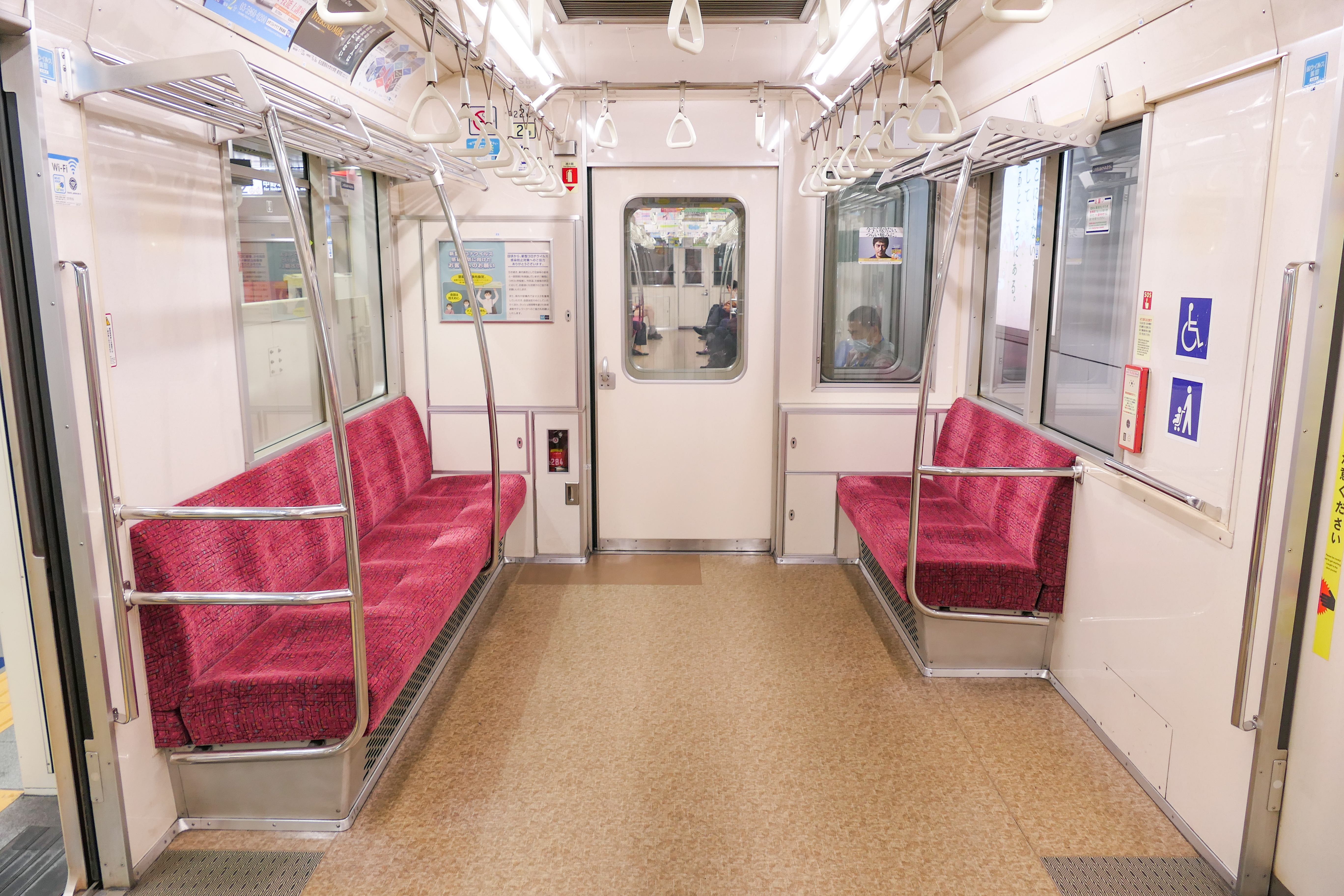
方南町支線用の車椅子スペース

### 乗務員室
乗務員室の内装は緑色、運転台の筐体は紺色である。現行の運転台仕様は「ワンマン運転への対応」を参照のこと。
本線用車両では01系と同じ横軸式で、マスコンハンドル（1 - 4ノッチ）とブレーキ操作器（常用ブレーキ1 - 7段・非常）が別個の2ハンドル式であった。計器盤の配置は01系とはやや異なるものである。速度計は白地の2針式で90 km/h表示としている。
乗務員室と客室の仕切りには、前面窓と同じような面積割合で仕切窓が3枚ある（車内から見たとき、左から大窓・乗務員室扉窓・小窓の順）。遮光幕は大窓と乗務員室扉窓の2箇所に設置されている。フロントガラスが緩い曲面ガラスであることによる映り込みを防止するため、残りの右側の小窓は灰色の着色ガラスを使用している。
なお、乗務員室扉窓は初期車ではオレンジ色の着色ガラスが使用されていたが、第20編成からは透明ガラスに変更された。さらに後述のワンマン化改造時には透明ガラスで電磁鎖錠付扉へ交換された。なお、第20編成からは仕切窓の大きさをやや縮小したため、初期車では後期車に合わせた仕切扉を使用するために窓の高さが不揃いである。

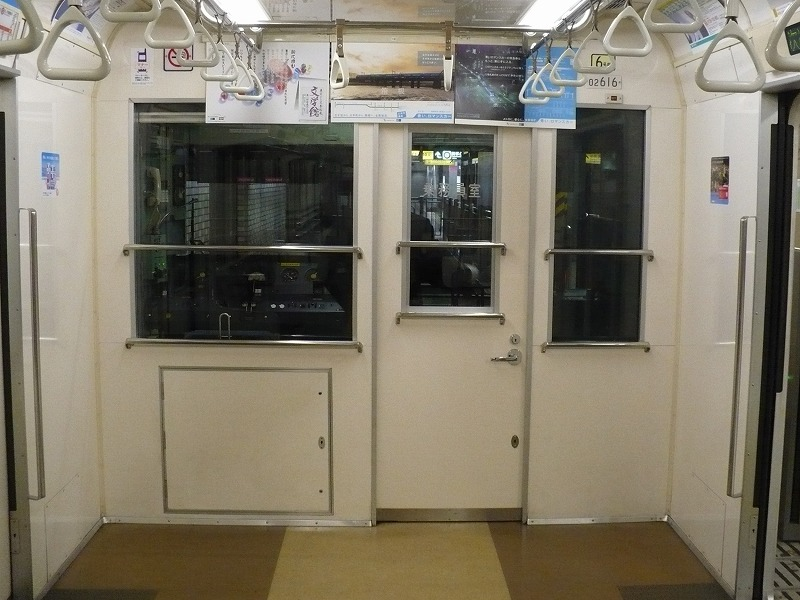
02系第16編成の乗務員室仕切 仕切窓が大きいため、仕切扉と窓高さが不揃いである
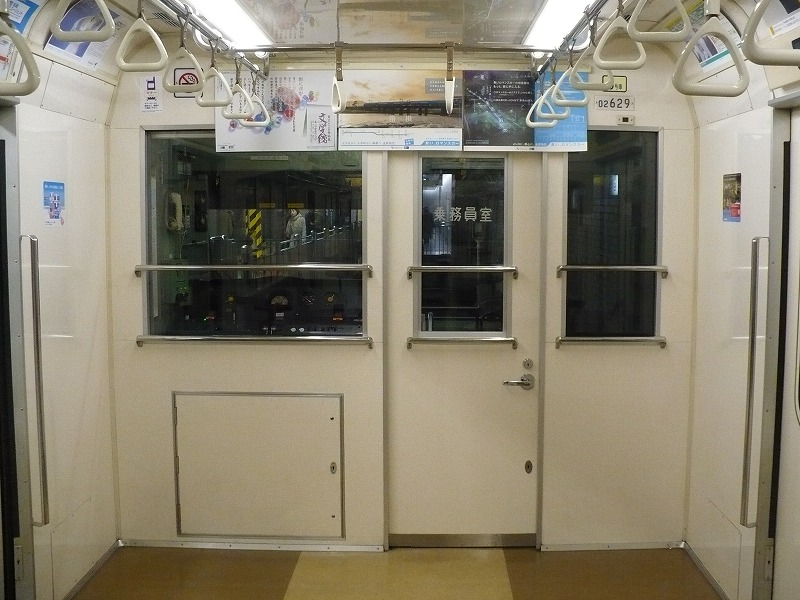
02系第29編成の乗務員室仕切 仕切扉と窓の大きさが揃っている

## 機器類
走行機器は、第01 - 19編成は銀座線用の01系とほぼ同形の高周波分巻チョッパ制御が採用された。ただし、本系列では電機子チョッパ装置の素子はGTOサイリスタ（2,500V - 2,000A）であるが、界磁チョッパ装置には高耐圧パワートランジスタ（1,200V - 300Aを2個直列接続）に変更し、機器の小型軽量化を図った。元々、01系新製時に採用した分巻チョッパ装置は、近い将来丸ノ内線においても新車を導入することが想定されていたため、より路線条件の厳しい丸ノ内線に使用できるものとして製作されていた。このため、銀座線ではやや過剰性能となっていた。台車は01系と同じ住友金属工業（現・日本製鉄）製の緩衝ゴム式軸箱支持方式のボルスタ付空気ばね台車（FS-520A・FS-020A形台車）を使用する。ただし、第07編成の02-107・02-207号車は日本車輌製造製の円錐積層ゴム式軸箱支持方式の試作ボルスタレス台車（ND-717・717T形台車）を使用し、従来の緩衝ゴム式との比較を行った。同様の例は東西線用の05系第07編成においても見られる。チョッパ制御装置は三菱電機製・日立製作所製がほとんどだが、第04編成のみ東芝製を搭載する。
その後の第20 - 53編成と方南町支線用の第81 - 86編成ではIGBT素子による3レベルVVVFインバータ制御に変更された。制御方式は前者が1C2M2群制御、後者が1C2M3群制御である。台車はモノリンク式軸箱支持方式のボルスタレス台車（SS-130・SS-030形台車）に変更した。基礎ブレーキはいずれも片押し式踏面ブレーキである。5次車からはシングルブレーキからユニットブレーキ方式として保守の向上を図った。VVVF制御装置は、第20 - 42編成と支線用が三菱電機製、第43 - 49編成が日立製作所製、第50 - 53編成が東芝製である。
空気圧縮機 (CP) は、第19編成までのチョッパ車では直流駆動のC-2000LA形を、第20編成以降のVVVF車（方南町支線用車含む）では交流駆動で、容量増を図ったC-2500LB形を搭載する。補助電源装置は制御用としては両先頭車に搭載しており、チョッパ車では日立製作所製の15 kVA出力電動発電機 (MG) を搭載、VVVF車では東洋電機製造製のGTOサイリスタ素子を使用した40 kVA出力の静止形インバータ (SIV) を搭載する。さらに02-300形（T車）には冷房電源用として三菱電機または東芝製の110 kVA出力SIVを搭載する。方南町支線用では02-180形に東洋電機製造製のIGBT素子を使用した75 kVA出力SIVを1台搭載する。
ブレーキ装置は01系と同様の回生ブレーキ併用の全電気指令式だが、01系の均一ブレーキ制御に対し、本系列では遅れ込め制御を併用している。全車が対雪ブレーキ・保安ブレーキを装備する。
保安装置は車内信号式新CS-ATC装置を搭載している。さらにTASC（定位置停止制御）を搭載し、力行時は運転士による手動操作、駅停車時におけるブレーキ操作はTASCにより自動停止する。なお、当初の保安装置として全車両が打子式ATS装置を搭載していたが、ATC切り換え後は撤去された。
先頭車の連結器はトムリンソン式であり、当初は500形の救援のために電気連結器を搭載していたが、500形全廃後は電気連結器が撤去された。なお、分岐線用の80番代は当初から電気連結器は搭載していなかったが、電気連結器を取り付けるためのボルトの穴だけが突出して存在した。
なお、2009年から2014年まで全19編成の大規模改修工事に伴い、同年3月をもって落成時からのオリジナルの高周波分巻チョッパ制御を備える制御装置の車両は消滅した（更新後は後述）。

## 旅客への情報提供

### 車外向け
1 - 4次車と方南町支線用は字幕式、5 - 7次車はLED式の行先表示器を先頭車前面に設置している。1編成あたり計2台で、側面表示器は設置していない。なお、1 - 4次車は後述の改修工事によりLED式に交換され、現在は存在しない。
方南町支線用編成は、側面の中央ドアの上部に中野坂上 - 方南町間の運行であることを示すステッカーを貼り付けしている。
側面に車外案内用スピーカーが2台あり、乗降促進音（本線用、支線用共にオリジナルメロディ）を搭載している。

### 車内向け
全編成に自動放送装置を搭載している。製造当初の1次車と方南町支線用車両（後述）は搭載していなかったが、1次車は1994年度までに設置された。

#### 本線用
本線用の車両は、各乗降ドア上に現在の位置とその電車の終点を表示する路線図式案内表示装置とドアチャイムを設置した。さらに次駅の開くドア方向を予告する「次駅開扉予告灯」が設置された。なお、当初の1次車は終点ではなく、進行方向の現在駅からその列車の終着駅までの開くドア方向を表示をしていたが、冷房搭載改造時に現行の終点表示タイプに改修した。
西新宿駅開業時には1 - 6次車が対応品へ交換されたが、7次車は製造当初から対応しており、同駅開業時に駅名を表記した透明ステッカーを貼り付けした。
後述のワンマン運転改造に合わせて全編成が千鳥配置となり、路線図は駅ナンバリングに対応したものに交換されている。なお、駅ナンバリング開始当初は上から駅ナンバリングが印刷されたステッカーが貼り付けされていたが、ワンマン運転改造時に駅ナンバリングに対応した正規の路線図タイプに交換した。なお、チョッパ制御車は後述の改修工事に合わせてLED式の旅客案内表示器とともに撤去された。路線図式の案内表示器は丸ノ内線本線と方南町支線の全駅が横並びに表示され、「この電車の行先は■で示します」（赤ランプが点灯する）と隅の方に表記されている。
なお、後述のB修工事の対象外となっている第20編成以降は、2014年より第47編成を皮切りに路線図式・LED式の旅客案内表示器をコイト電工の「パッとビジョン」へと交換する工事が行われている。

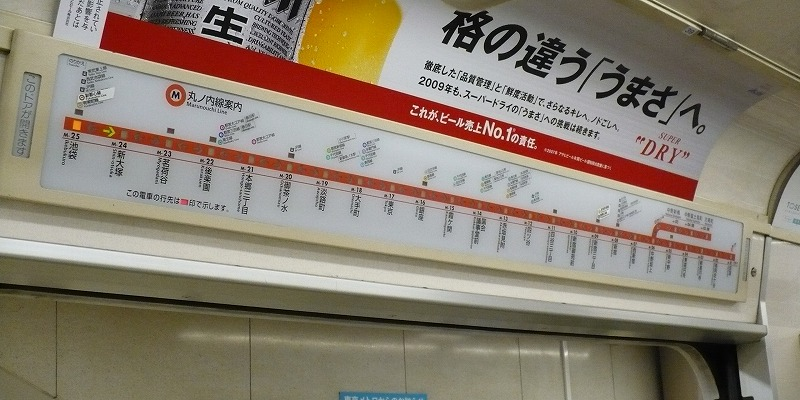
02系本線用の路線図式案内表示器
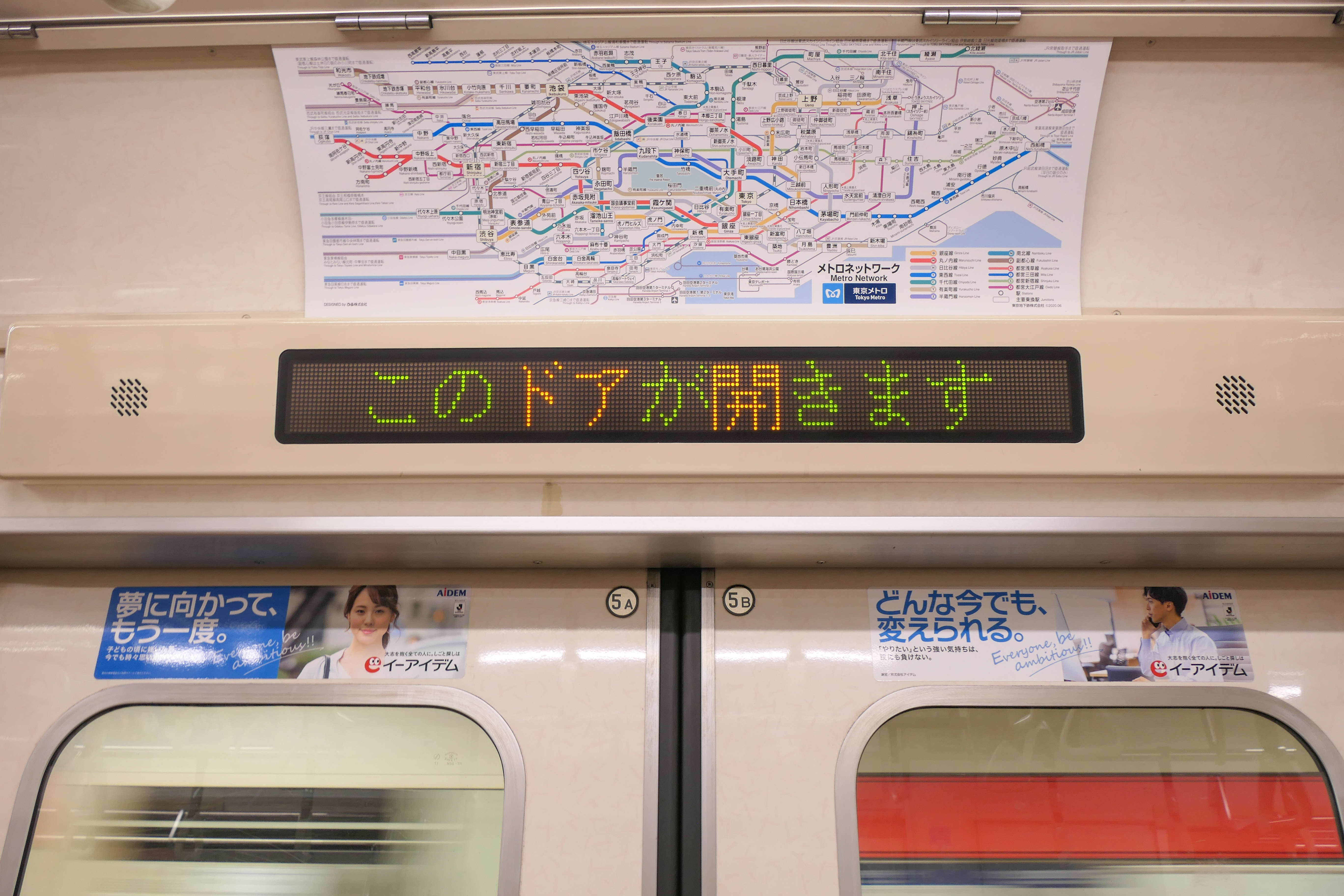
02系支線用のLED式案内表示器
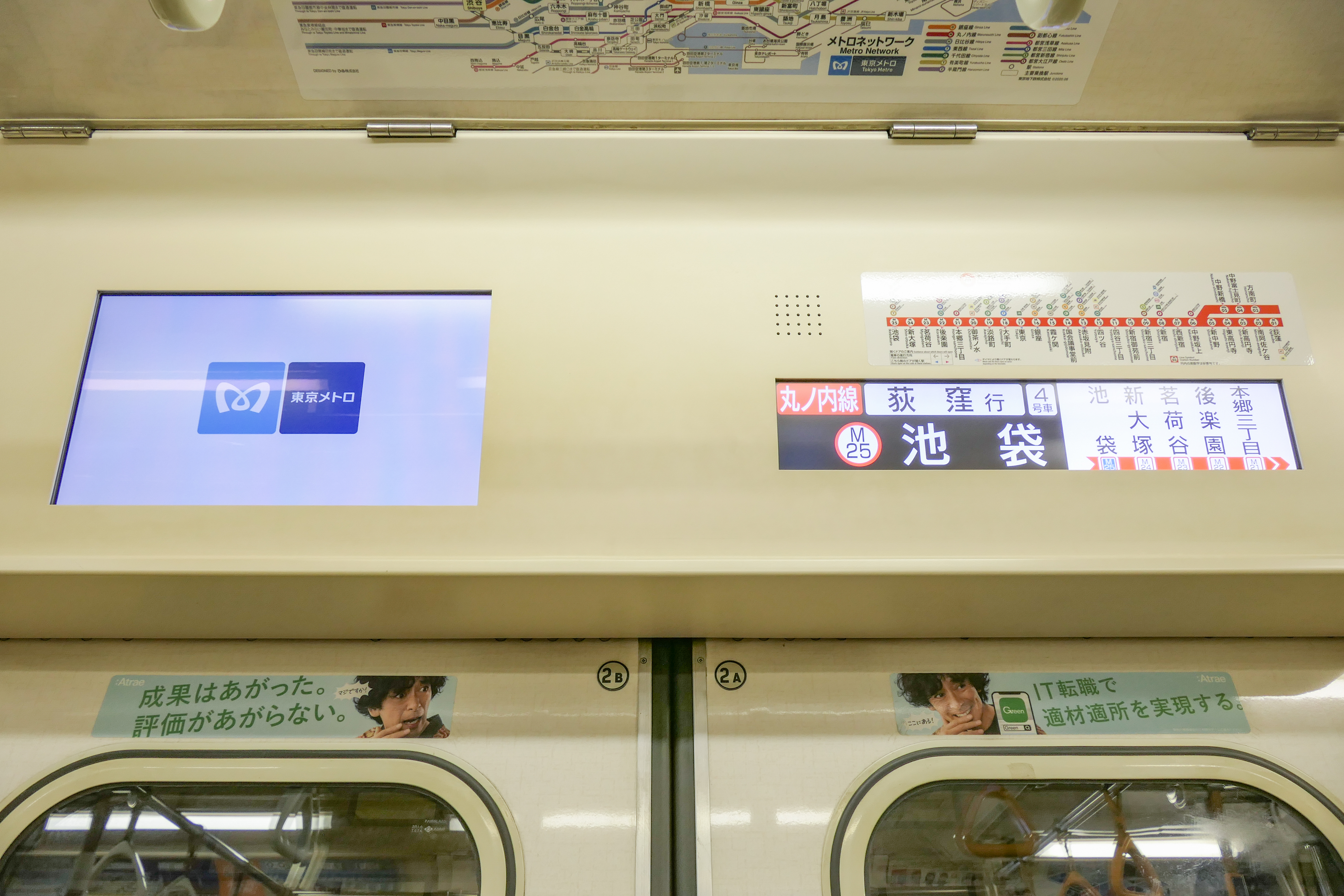
パッとビジョンに更新された旅客案内表示器

## 80番台

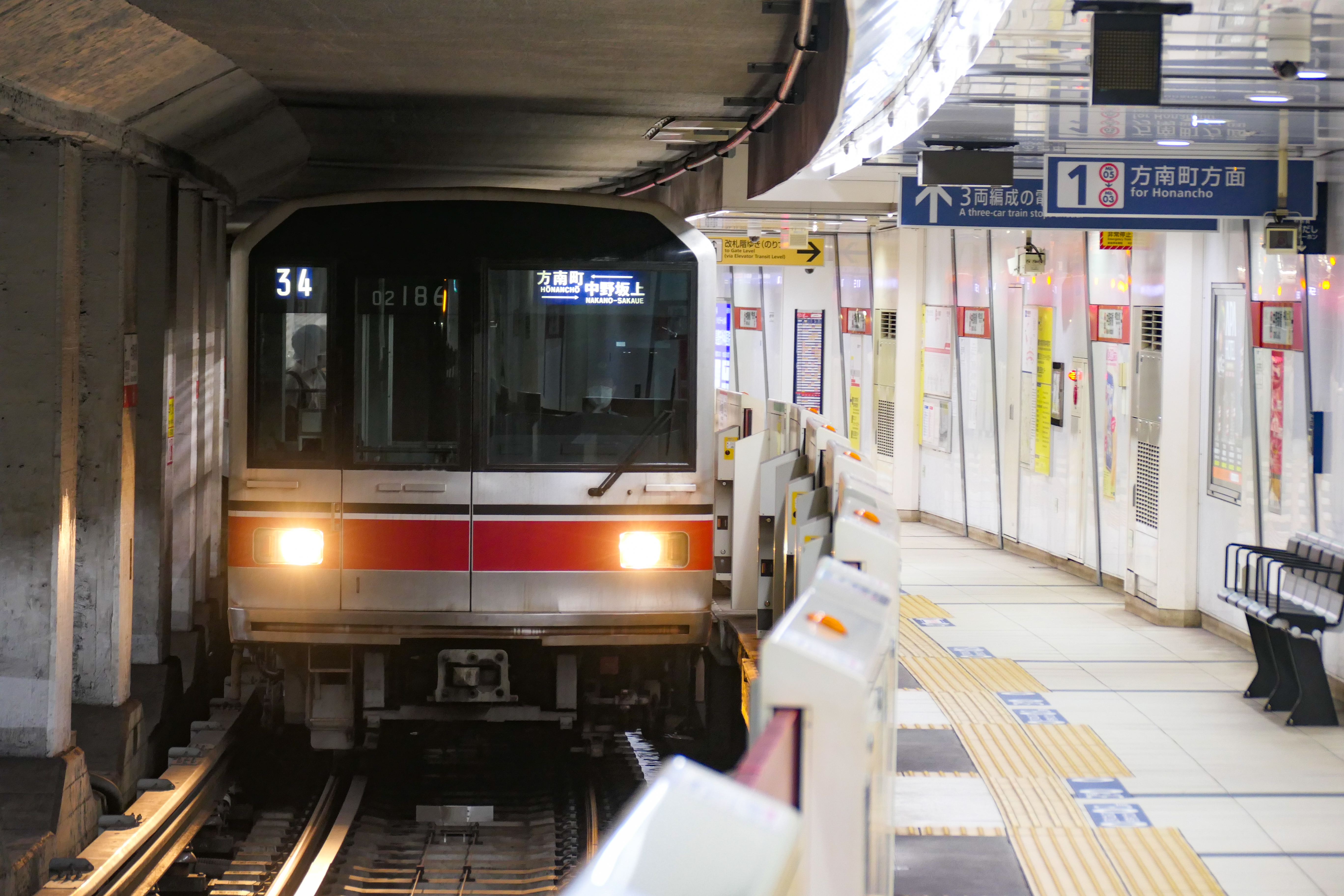
方南町支線用80番台編成
（2022年8月25日 中野新橋駅）

1996年（平成8年）に登場した方南町支線用の80番台（3両編成）は、本線用と比較して一部仕様が異なっている。
車体はアルミニウム合金の材質統一を図り、廃車時におけるリサイクルを考慮したものとした。車体帯は本線用との識別として赤色に白と黒を配したものとし、側面上部の赤帯は省略された。前面上部の飾り窓は廃止されている。落成当初は車両間転落防止幌が設置してあったが、後に方南町支線へホームドアが設置されたために撤去された。
コストダウンのため、側窓は車端部が2枚のうち片側を固定化、ドア間3連側窓のうち中央の1枚を固定化した。窓枠はリサイクルを考慮したアルミ製に、客用ドアガラスは単板ガラスへ戻された。行先表示器は4次車までと同じ字幕式に戻された。
内装も車両コストの低減を図るため仕様が一部見直された。内張りは色調を変更し、床材は茶色1色の柄入りへ変更された。座席モケットはプリント柄のバケットシートだが、本線用とは異なる柄とされた。車椅子スペースは中間車に1か所設置されている。袖仕切りはパイプ形状に、荷棚はパイプ式に変更した。室内蛍光灯や補助送風機（ラインデリア）の設置台数が一部削減された。落成当初、車両間貫通扉は中間車のみの設置としていたが、後に先頭車にも設置された。運用区間が短いことから車内案内表示器、自動放送装置も製造当初は省略されており、全てのドア上部中央がドアチャイムのスピーカーのみで、両端に路線図とSFメトロカードの広告ステッカーを貼り付けしていた。
運転台は当初よりワンマン運転化を想定してT字形ワンハンドルマスコン（ノッチ数は本線用と同じ）を採用している。計器盤の配置は本線用と同じだが、マスコン台はワンマン運転用のドア開閉ボタン等が取り付けられる形状とされている。本線用はレバーにより進行方向の前後を認識させる方向切換器を設置していたが、ワンマン化を想定した支線用では戸閉制御切換装置を搭載し、方向切換器は省略した。
2022年8月27日のダイヤ改正で丸ノ内線の本線・支線の全列車を6両編成へ統一したことにより、前日の26日に引退した。

## ワンマン運転への対応

### 方南町支線用

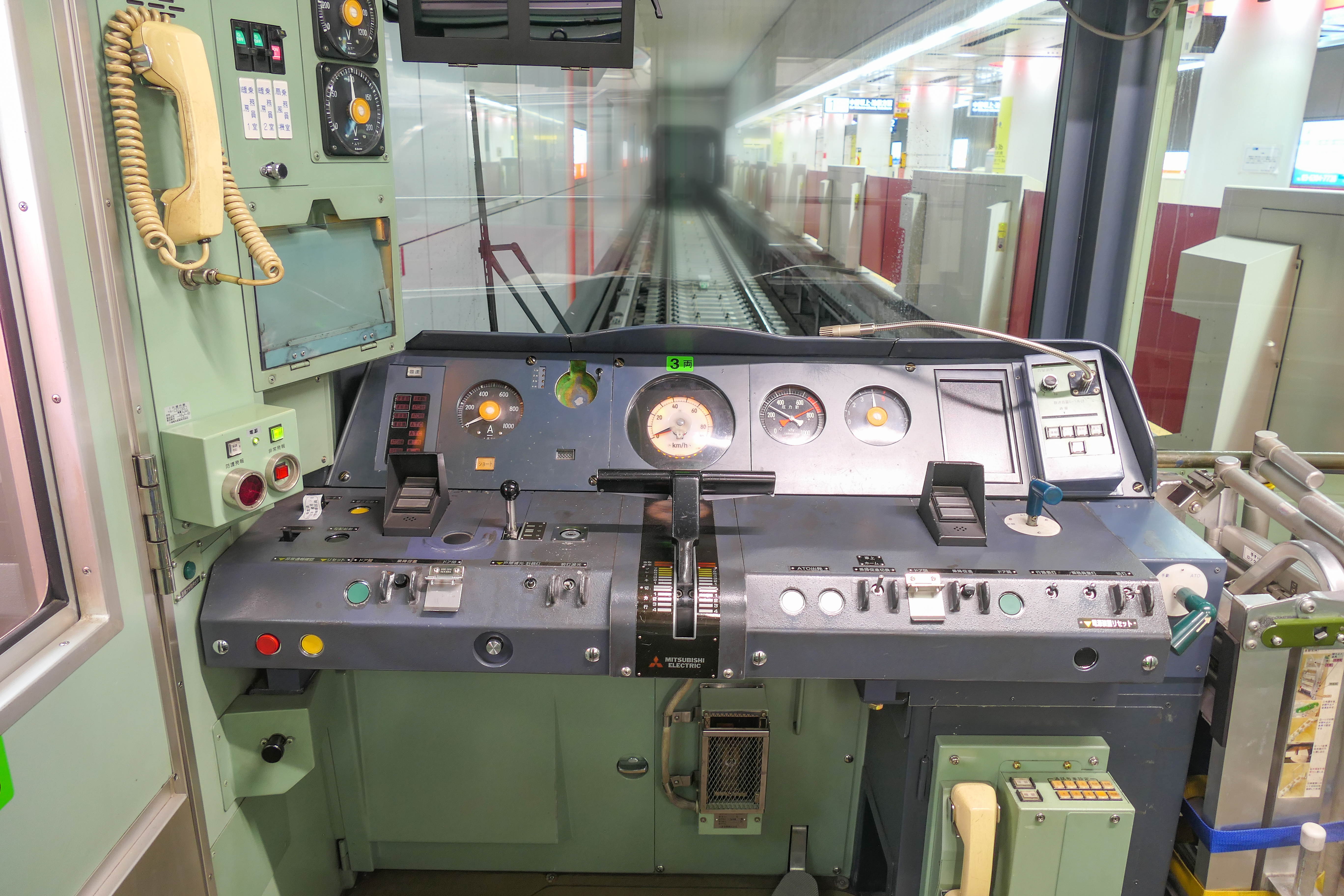
02系支線用編成
ワンマン対応改造後の運転台（02-184）

前述したが、方南町支線用の80番台編成は落成時よりワンマン運転を想定しており、運転台にはワンハンドル式マスコンを採用していた。
2004年夏のワンマン運転開始時には、先頭車は正面フロントガラスの右上と側面乗務員室扉の上部に、中間車は区間行先シールの右側にそれぞれ「ワンマン」ステッカーを貼り付けした。また、ホームドアの設置により車体側面下部の車両番号表記が見えなくなるため、車体側面上部にも車両番号が表記された。
運転台はメインハンドルにデッドマン装置を設置したほか、ドア開閉スイッチ、2画面式車上CCTV（Closed Circuit Television、ホーム監視用モニター）とミリ波画像受信器、ホームドア表示灯や右端に運転士操作器（車内／車外放送用マイク）を新設した。
客室との仕切扉を電磁鎖錠付扉へ交換し、前灯点滅制御器を新設した。この他、各ドア上部にLED文字スクロール式の案内表示器と自動放送装置を設置した。
機器面ではTASC装置の設置・誘導無線装置は防護発報機能付へ変更し、非常通報装置の運転指令所との対話機能の追加などが実施された。
その他、方南町支線にホームドアとともに可動式ステップが設置されたためにステップ収納前の誤発車防止のため、ATC表示が停止になる連動が行われている。この機能はホームドア設置後の本線においても実施している。
2022年8月27日、本線・支線の全列車の6両編成への統一に伴い、方南町支線で運行されていた3両編成は廃止され、80番台は前日の運行をもって運用を終了した。

### 本線用
本線用の編成は、ワンマン運転およびホームドア設置準備工事のため、2005年（平成17年）3月から順次ワンマン運転に対応した改造が進められ、2007年（平成19年）8月までに全編成の改造が完了した。その後、同年11月からATO装置設置のための改造工事が開始され、2009年（平成21年）1月までに全編成の改造工事が完了した 。

#### 運転台関連
ワンマン化改造された編成は運転台のマスコンハンドル・ブレーキ設定器をデッドマン付T字型ワンハンドル式マスコン（三菱電機製）に改造し、さらに故障表示灯を液晶式のモニター画面（表示操作器）に変更した。これにより行先表示の設定機能・放送装置の制御機能も内蔵され、従来の車内放送に加えて優先席や携帯電話などのマナー放送が放送可能となった。この表示操作器は1分間何も操作しないと自動的に表示内容が消えるようになっている。また、計器台周囲を改造し、ドア開閉スイッチ、勾配起動スイッチ、ホームドア表示灯の新設やATC保安表示灯の改修などを実施した。
さらに防護発報付誘導無線を搭載し、操作器は運転士操作器（車内／車外放送マイク）と一体化させた。さらに客室の非常通報装置は乗務員との対話式化（未設置車のみ）し、非常通報受報器は運転席背面から運転台右下にを移設した（未設置車は新設）。
誘導無線については運転指令所からの一斉放送機能や非常通報装置と運転指令所との通話機能も追加した。ほかには運客室仕切部の仕切扉を電磁鎖錠付へ交換を実施した。 車上のTASC受信器（1重系）をTASC送受信器（2重系）に改造し、TASC制御情報に加え、車両ドア・ホームドア連動制御機能を使用できるようにした。
2007年9月から、第53編成を最初に運転台上部への4画面式車上CCTV（ホーム監視用モニター）とミリ波画像受信器の設置を開始し、第08編成を最後に全編成が設置された。車外では運転席前のフロントガラスに遮光フィルムを貼り付けたほか、方南町支線車両同様に車体側面上部にも車両番号表記を追加している。

#### ATO運転への改修
その後、TASC装置をATO装置に改造する工事を開始した。運転台ではATO出発ボタン・非常停止ボタン・ノッチ表示灯・手動 - ATO切換スイッチなどを追加した。また、車掌スイッチは折り返し時の操作の簡易化のため、方南町支線車と同様に間接制御式（リレー式）に改修した。床下ではATC装置を撤去し、ATC・ATO一体形の装置とし、02-600形にはATO送受信器（トランスポンダ京三製作所製）を新設した。また、戸閉制御切換装置を搭載し、方向切換器を廃止した。

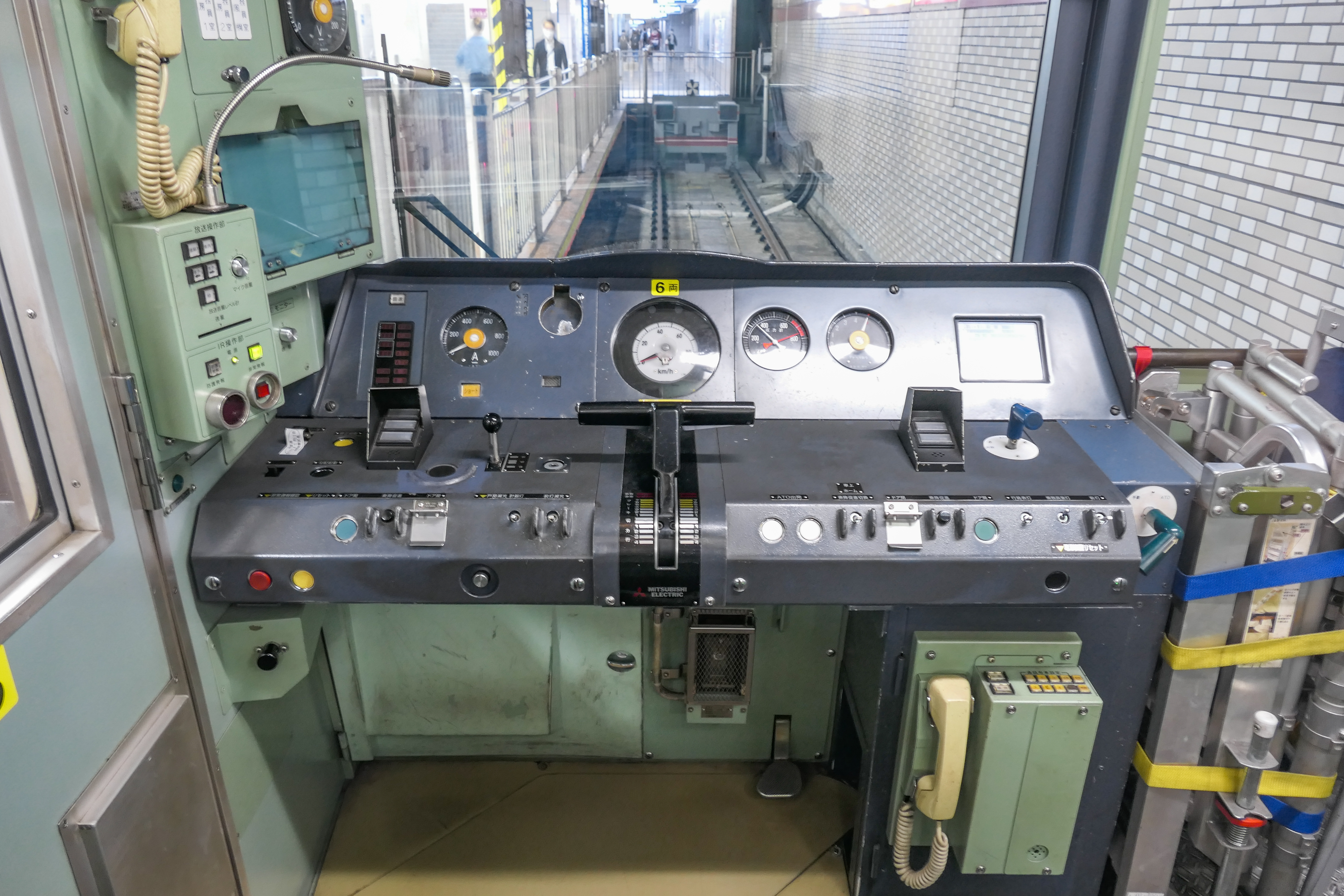
02系本線用編成 ATOワンマン改造車の運転台（02-650）
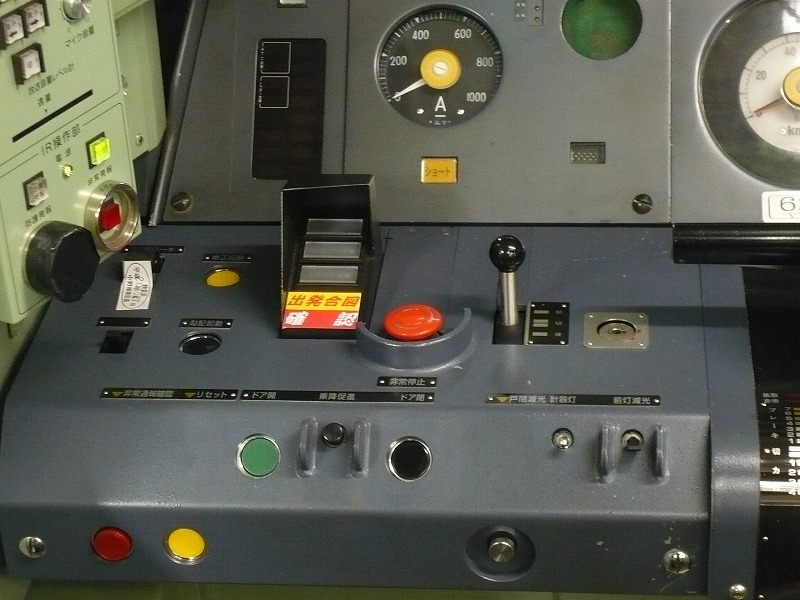
左側の拡大 非常停止ボタン・ドア開閉スイッチなどがある
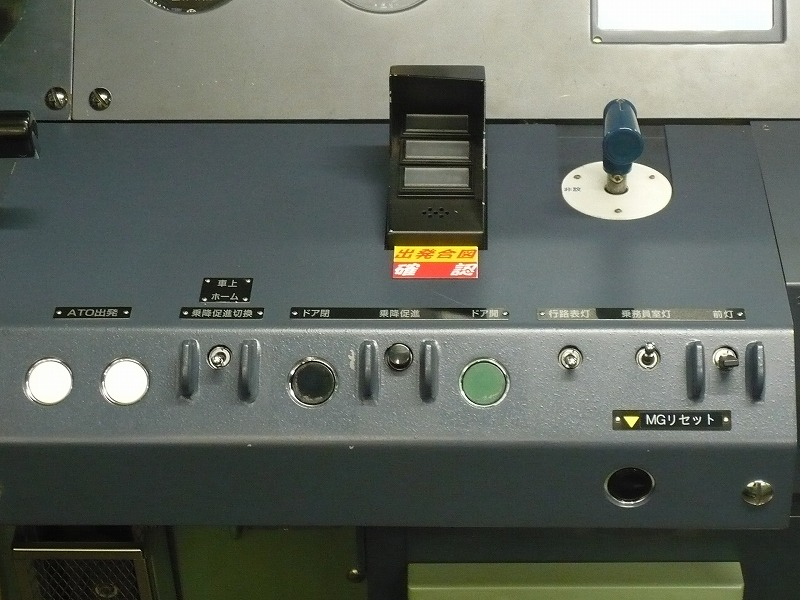
右側の拡大 ATO出発ボタン・ドア開閉スイッチなどがある
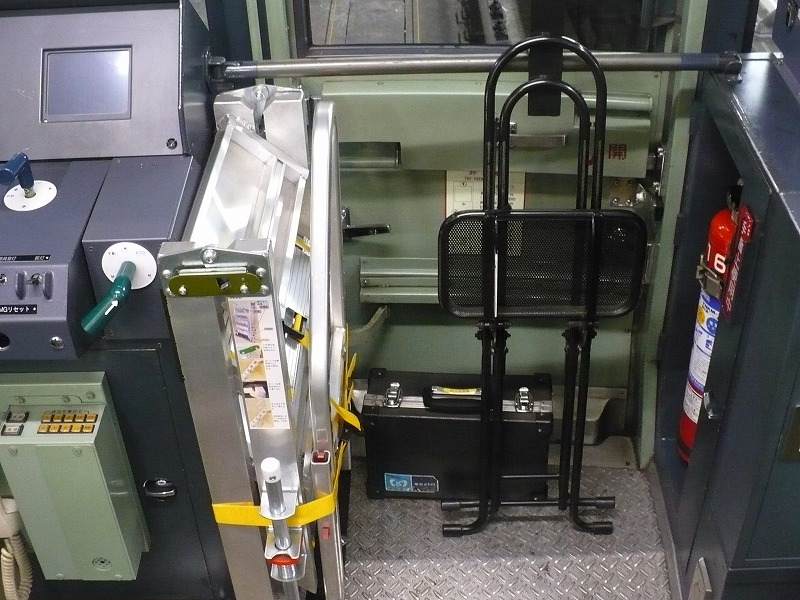
運転台に設置されている非常用の梯子 右は添乗者用の椅子

#### 案内機器関連
ワンマン運転対応改造された編成は、ドア上部の1・4・5番案内表示器が路線図式からLED式に置き換えられ、路線図式とLED式で交互に千鳥配置している。LED式の案内表示器は03系・05系などと同じ文字スクロール式で、次駅案内や行先表示の他に東京メトロからのお知らせなどが表示されるようになった。これに伴ってドアチャイムの音色が03系や05系などと同じものに、自動放送もワンマン運転に対応したものに変更された。なお、路線図式の案内表示器も駅ナンバリングに対応したものに変更されている。
2008年6月14日より、従来の乗車促進ブザー音に代わりメロディが導入されている。加えてメロディ後の乗車促進放送も「ドアが閉まります、手荷物をお引き下さい。」に変更された。2009年3月28日から本線でワンマン運転が開始され、各駅でそれぞれの発車メロディが導入されたがすぐに使用を停止し、その後は引き続き乗車促進メロディを使用していた。2012年2月1日よりラッシュ時間帯を除いて各駅の発車メロディを使用するようになったため、乗車促進メロディはラッシュ時間帯のみの使用となった。

## 改修工事
02系においても初期車の落成から20年を迎え、大規模改修工事（B修工事）の施工時期に達した 。このため、2009年度よりチョッパ制御車（第01 - 19編成）を対象としたB修工事が実施された。この改修工事名は、主に「大規模改修工事」の名称が使用されている。
この改修工事は2009年（平成21年）9月より第02編成を最初として開始し、翌2010年（平成22年）1月28日に報道向け公開が行われた。なお、当初は全53編成を大規模改修する計画であったが、CBTC導入による計画変更でチョッパ制御車の19編成のみに大幅に縮小し、最初からVVVF制御車として落成した編成は更新対象外となり、後継の2000系に置き換えることとなった。なお、大規模改修工事施工車についても最終的には2000系に置き換える計画である。
その後、同年2月16日から営業運転を開始した 。報道向け公開の時点では年間3 - 4編成程度を施工する方針としており2013年度末までに対象の全19編成の改修工事を完了する予定としており 、2012年3月末時点では計9編成に施工が完了していた。
初期には中野工場において改修工事を施工したが、本系列の大規模改修工事に対応するために小石川CRは施設の改修工事が実施され、工事完成後の2010年9月以降の入場車両は全て小石川CRにおいて施工されている。

### 改修内容

#### 改修前後の仕様の比較
|              | 第01 - 12編成 （B修前）                       | 第13 - 19編成 （B修前）                       | 第01 - 19編成 （B修後）                       | 第20 - 53編成                                 | 第81 - 86編成                  |
| ------------ | --------------------------------------------- | --------------------------------------------- | --------------------------------------------- | --------------------------------------------- | ------------------------------ |
| 制御方式     | 高周波分巻チョッパ                            | 高周波分巻チョッパ                            | IGBT素子VVVFインバータ                        | IGBT素子VVVFインバータ                        | IGBT素子VVVFインバータ         |
| 起動加速度   | 3.0 km/h/s                                    | 3.0 km/h/s                                    | 3.2 km/h/s                                    | 3.2 km/h/s                                    | 3.2 km/h/s                     |
| 主電動機出力 | 120 kW                                        | 120 kW                                        | 120 kW                                        | 120 kW                                        | 120 kW                         |
| 行先表示器   | 字幕式                                        | LED式                                         | LED式                                         | LED式                                         | 字幕式                         |
| 運用線区     | 本線（池袋 - 荻窪） 支線（中野坂上 - 方南町） | 本線（池袋 - 荻窪） 支線（中野坂上 - 方南町） | 本線（池袋 - 荻窪） 支線（中野坂上 - 方南町） | 本線（池袋 - 荻窪） 支線（中野坂上 - 方南町） | 支線のみ （中野坂上 - 方南町） |

#### 外観

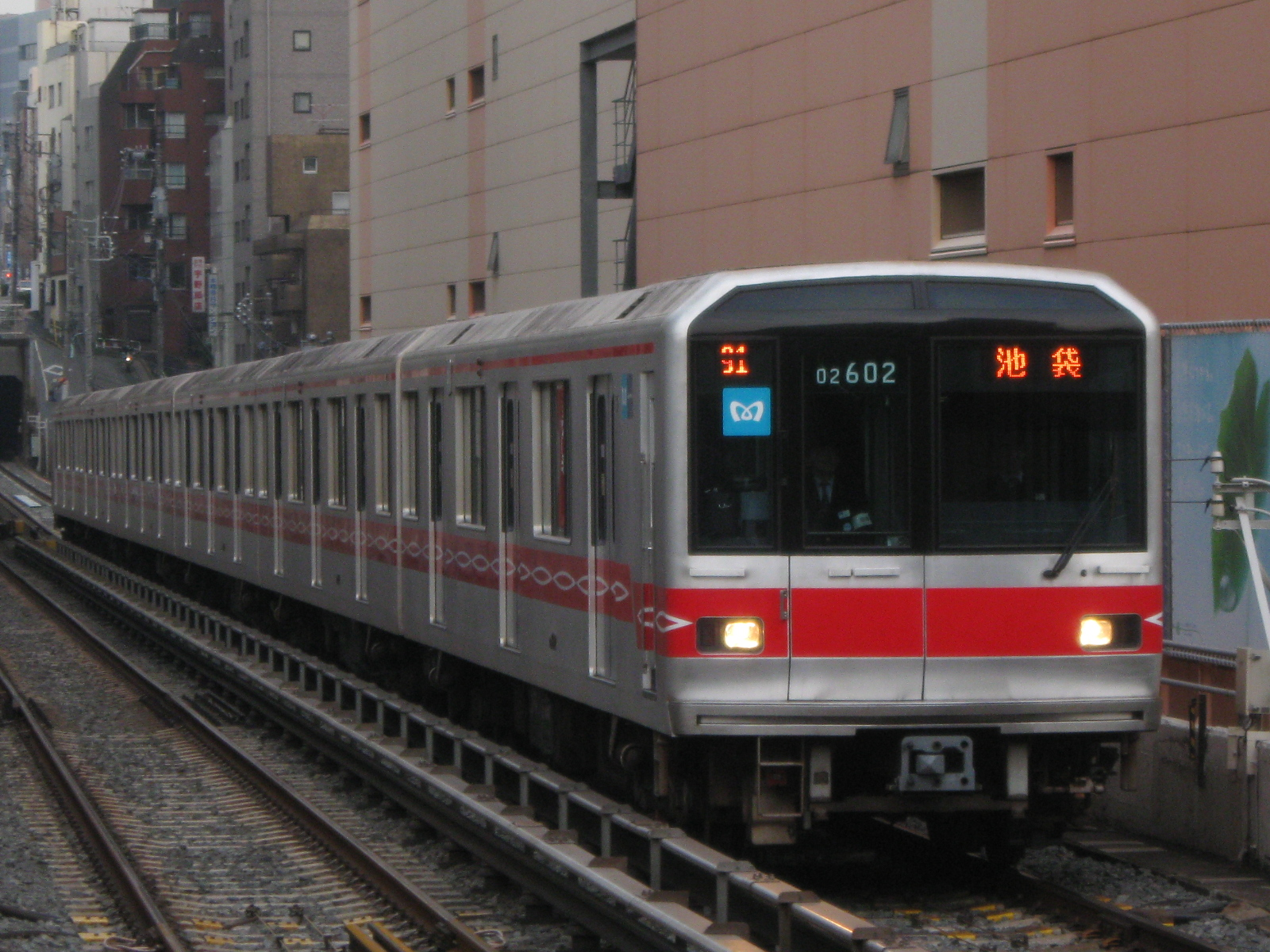
B修工事を施工した赤帯一色時代の第02編成（2010年3月 後楽園駅）
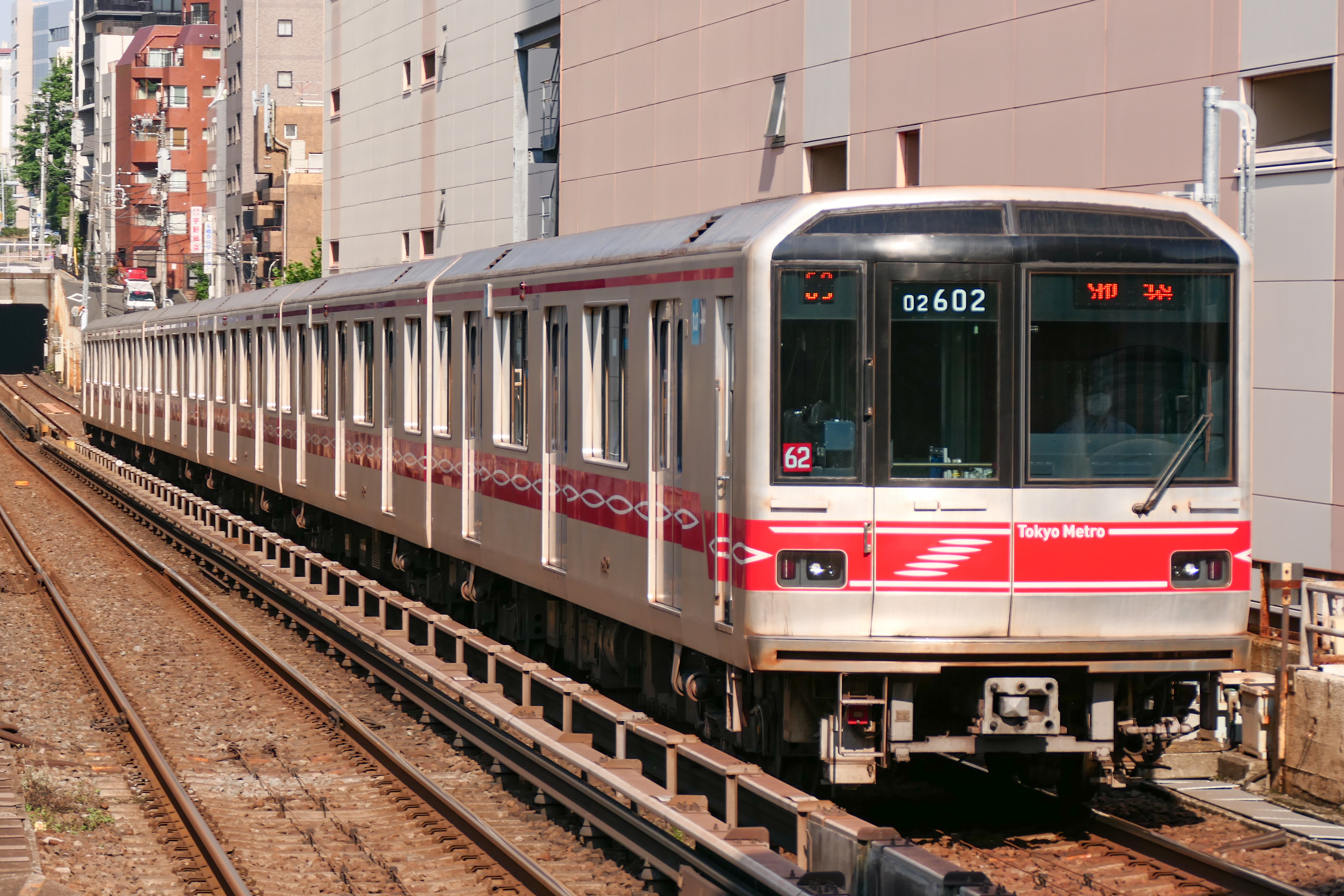
前面に細帯とサインウェーブが追加されたB修施工後の第02編成 ライトと行先表示器の交換がされている（2022年7月 後楽園駅）

丸ノ内線の旧型車（300・500形など）の特徴の一つに、側面帯にあしらわれたサインウェーブがあった。前述の通り、02系は設計時より旧型車のイメージの再現が意識され、赤色（旧型車の車体色）を基調とした帯が採用されたが、サインウェーブは02系に引き継がれることなく、1996年（平成8年）の旧型車運行終了と同時に丸ノ内線から消滅した。
すると、多くの乗客から「丸ノ内線のシンボルだったのに」とサインウェーブの消滅を惜しむ声が寄せられる。これを踏まえ、改修工事の対象車には旧型車のイメージをより一層反映させた新しいデザインを与えることとなり、側面の帯がサインウェーブ入りのものへと変更された。これは、「スカーレット」（赤帯）の上に白色のサインウェーブを加えたものである。
なお、前面のラインカラーは当初赤帯のみであったが、3番目の施工となる第10編成からはラインカラー上にホワイトのラインとサインウェーブを模したカラーリングを追加し、改修工事車であることをアピールするものへ変更している。
このほか、前面の行先表示器が字幕式の車両は、LED式への交換が行われている。

#### 内装
特に車内設備の更新に合わせてバリアフリーやユニバーサルデザインの充実を図ったものとなっている。
車内の化粧板は竣工時の300形を意識した薄いサーモンピンク色または白色、床敷物は緑色を採用したものに一新し、座席端の袖仕切板は、車椅子スペース以外の個所を全て大形の仕切板に交換をした。
最初に施工する第02編成では改修工事時には設置しないが、以降の編成では座席間にスタンションポール（握り棒）を8人掛け部に2本、5人掛け部では1本を設置する。なお、第02編成はその後の定期入場時に施工されている 。
従来、車椅子スペースを設置していなかった編成は2・5号車に車椅子スペースを新設し、丸ノ内線全車両への設置を図る。また、優先席部においては袖仕切部の握り棒に黄色着色を施し、この付近のつり革は床面高さ1,660 mmから1,580 mmに低下させて使いやすさの向上を図っている。
出入口部では床面に黄色の出入口識別表示板を新設（後述）し、ドア上部にはドア開閉時に赤く点滅する「ドア開閉表示灯」を設置した。これに合わせてドアエンジンには戸閉力弱め機構が追加されている。これは閉扉後に一定時間戸閉力を弱めるものである。ドアチャイムは10000系などと同じ3打式に変更された。

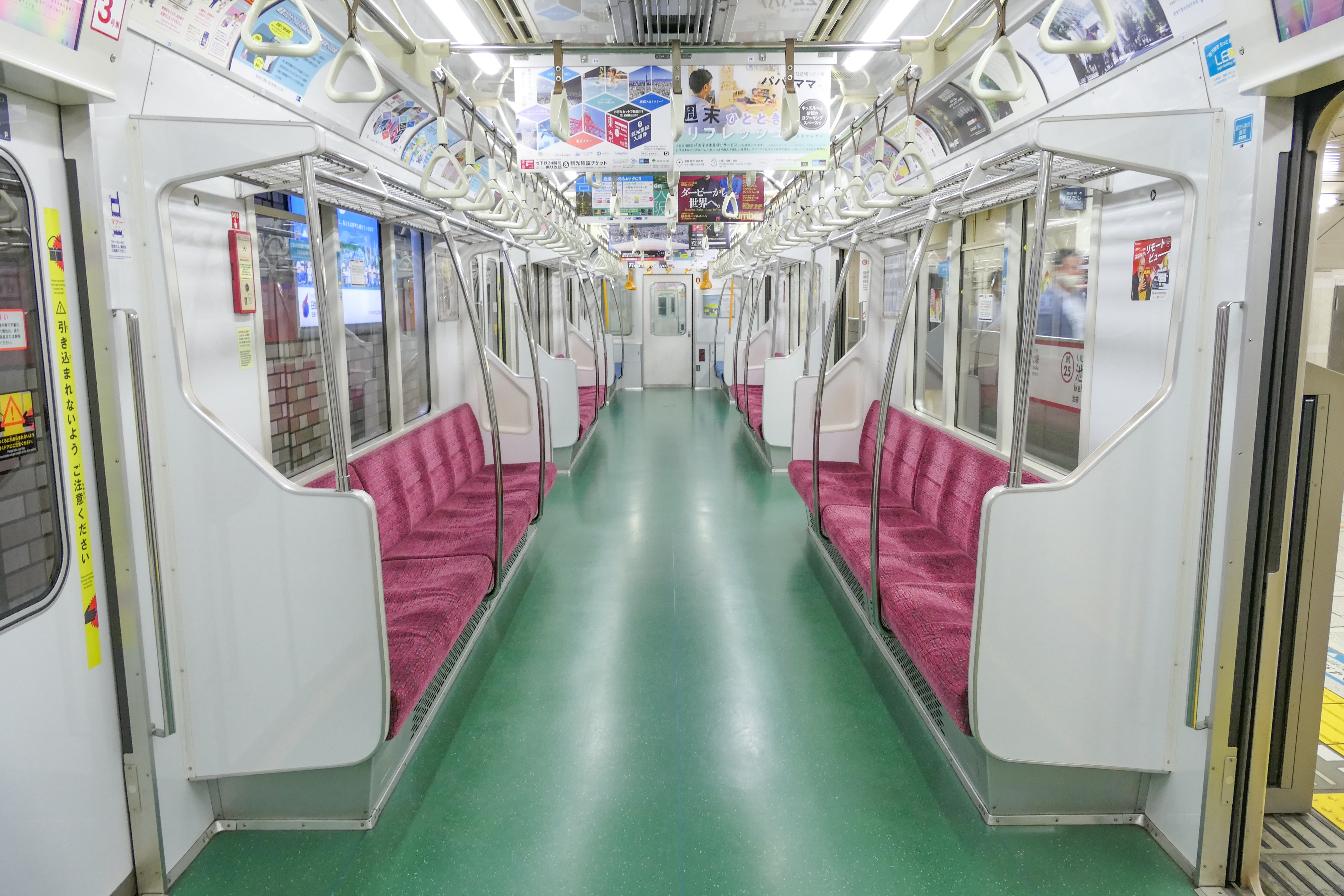
更新後の白色基調の車内（02-316）
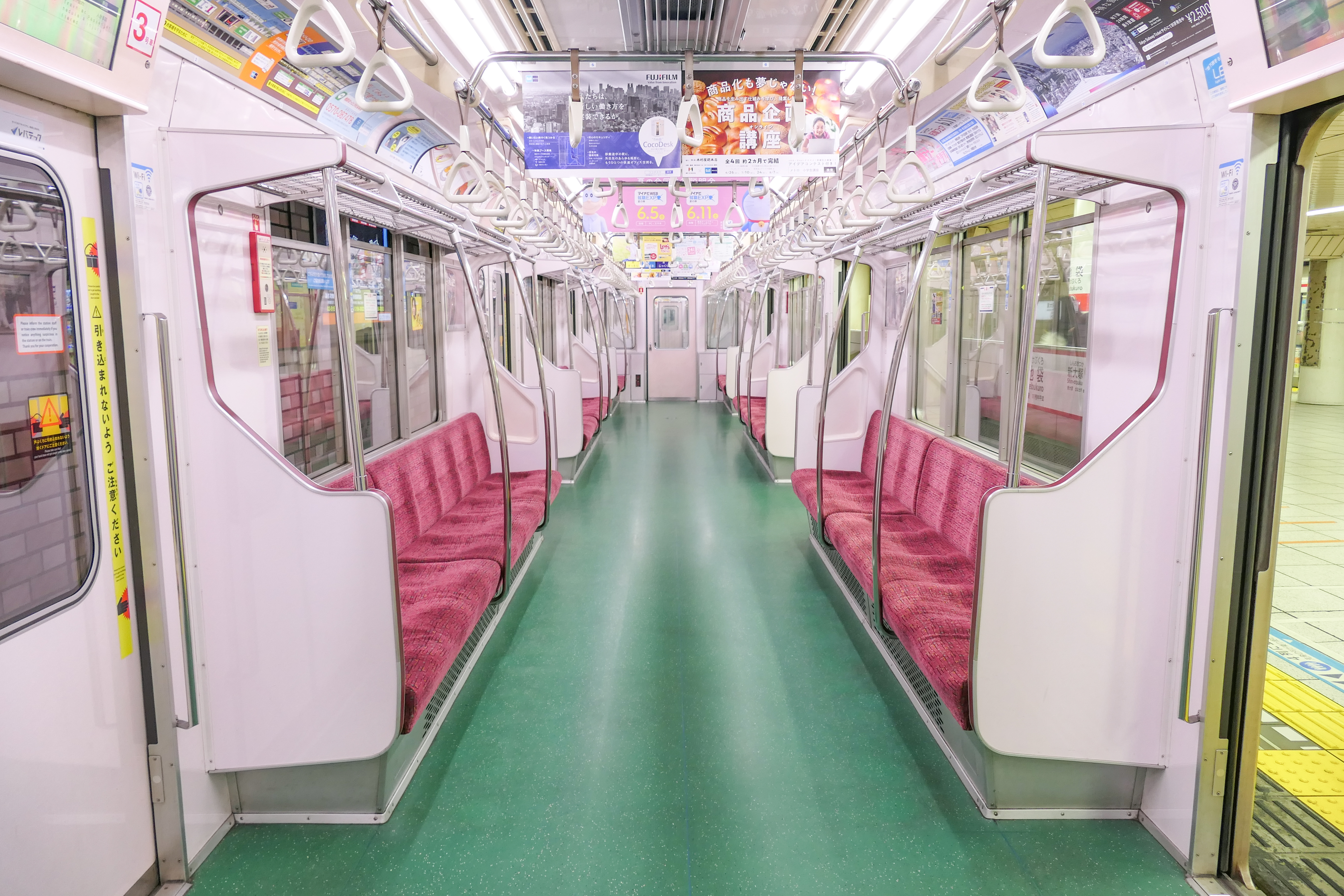
更新後のピンク色基調の車内（02-305）
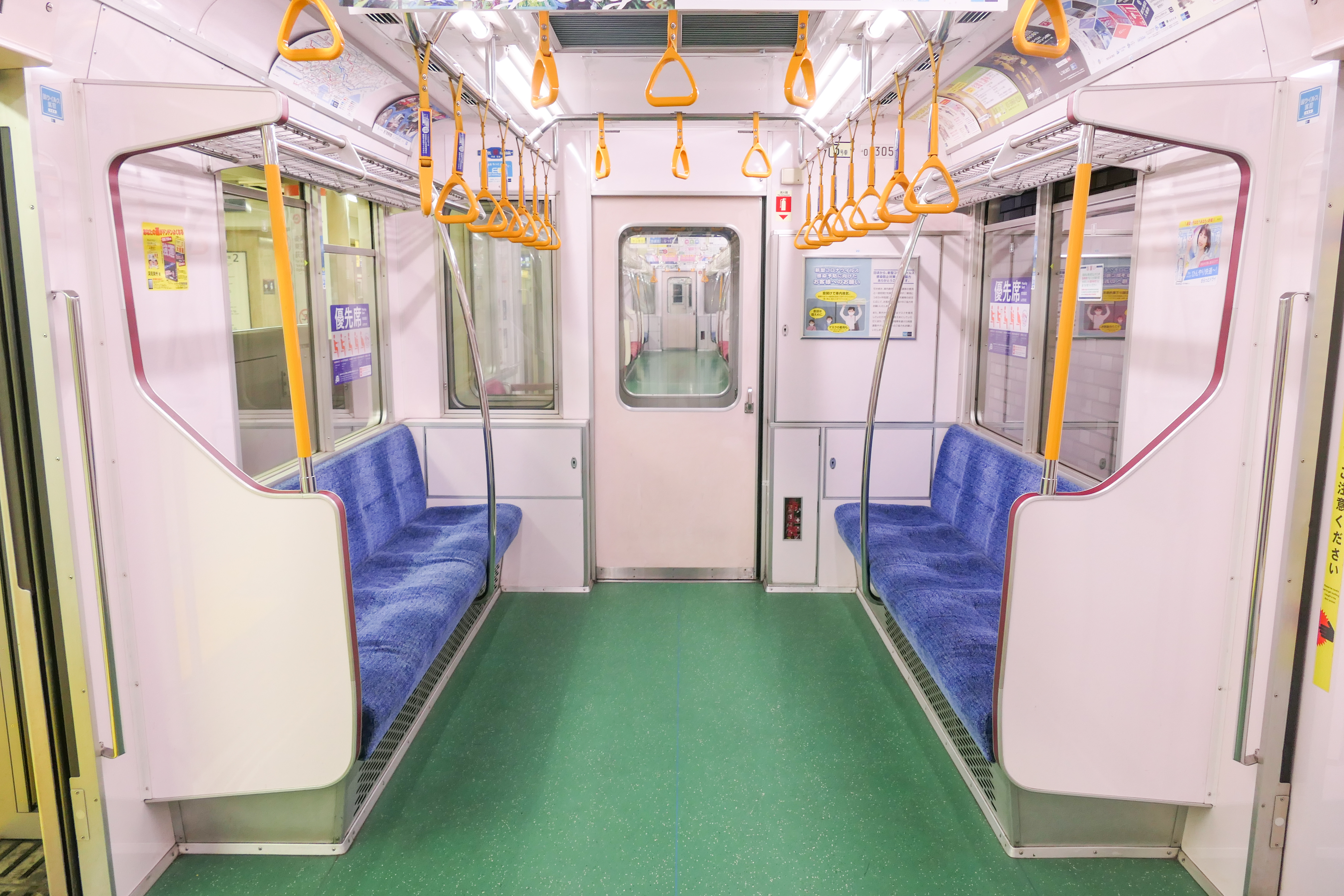
優先席（02-305）
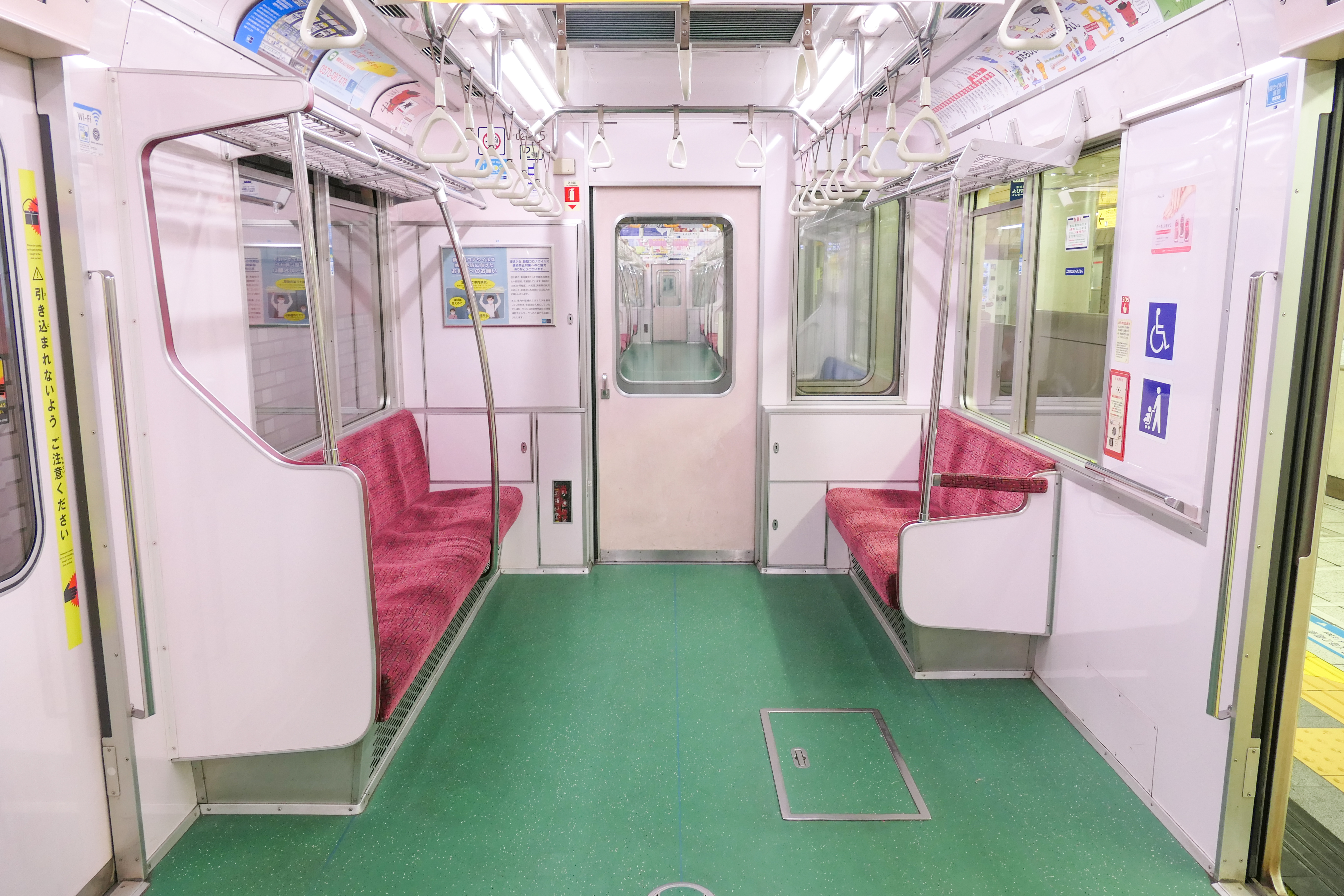
車椅子スペース（02-505）

#### 乗務員室

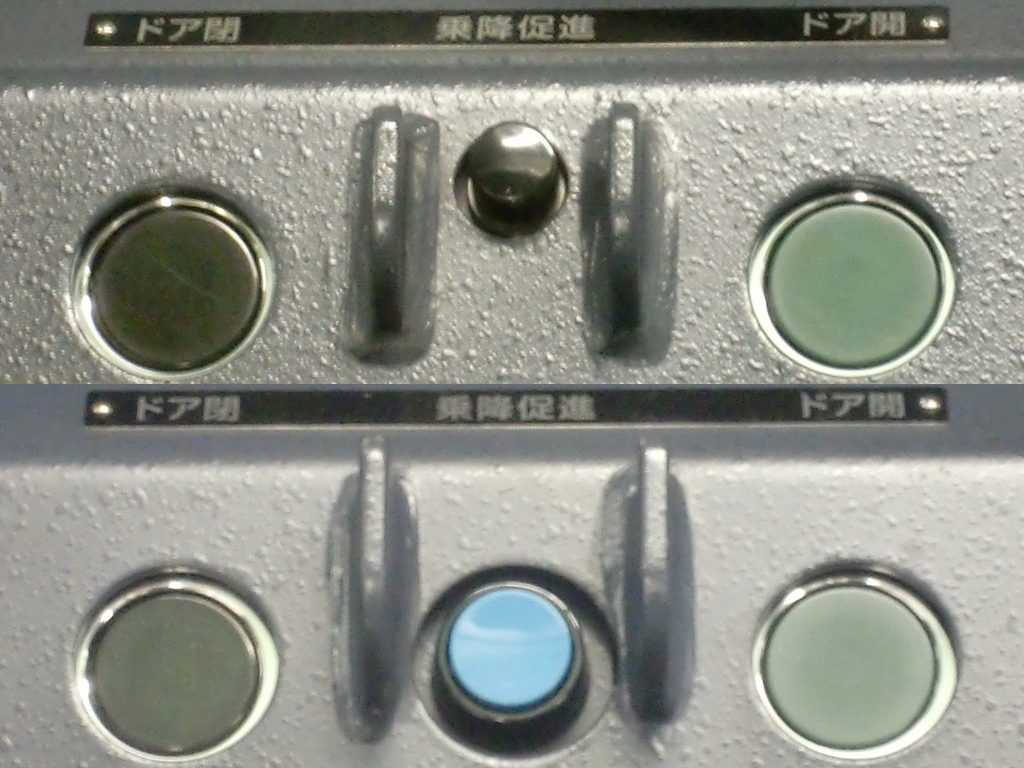
上 : 未更新車のドア開閉スイッチ・乗降促進スイッチ
下 : 更新車のドア開閉スイッチ・乗降促進スイッチ。乗降促進スイッチは2接点化が実施されている。

乗務員室については大きな変更はないが、客室にドア開閉表示灯の設置に伴い、乗降促進スイッチの2接点化を実施した他、運転士行路表差しは左壁からマスコン台右端に移設し、天井に行路表灯を新設した（後述）。

#### 車内案内表示器

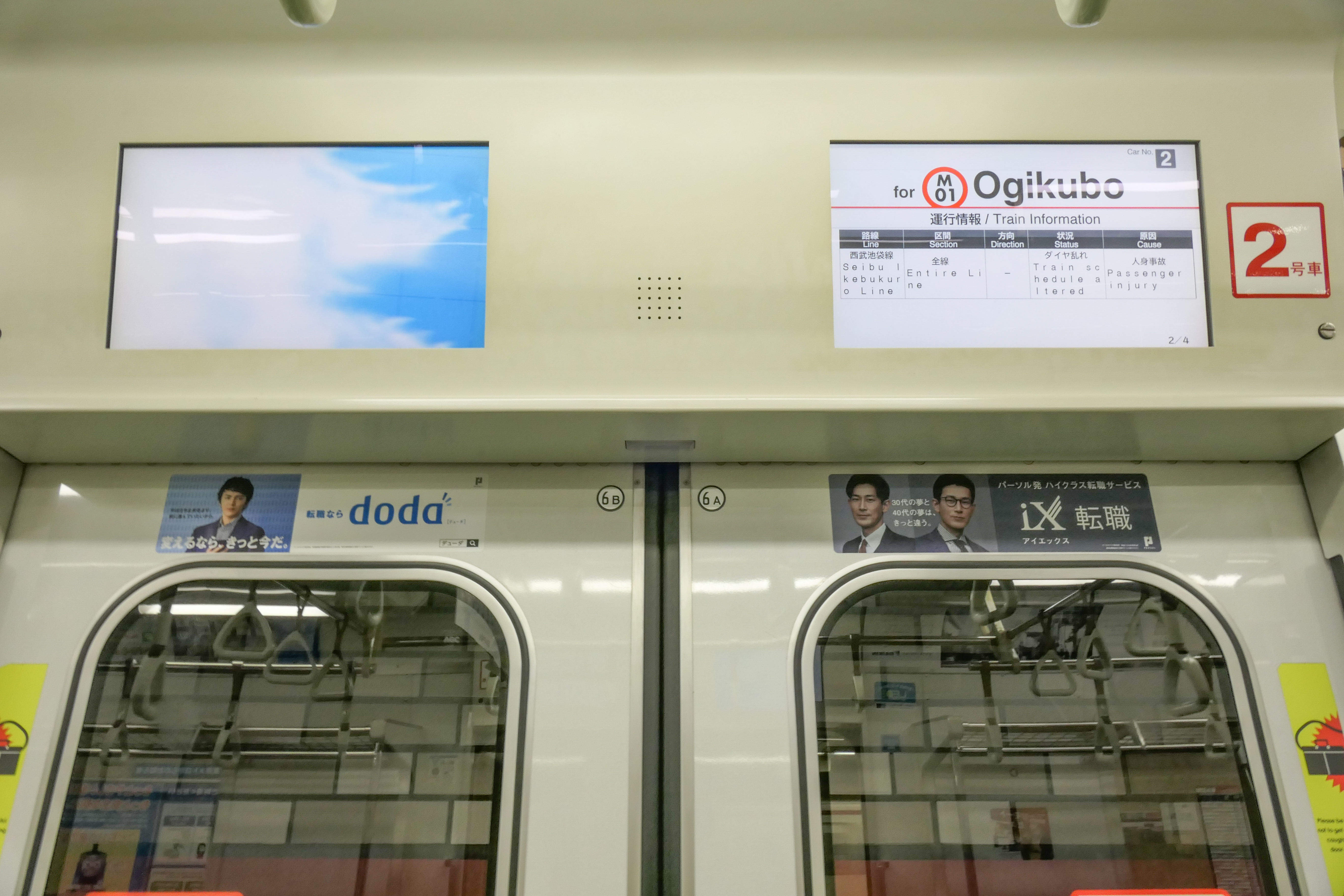
ドア上部に設置されたLCD式車内案内表示器

車内案内表示装置は従来の路線図式・LED式から17インチのワイド液晶ディスプレイ（LCD・TVIS装置）式2台設置へ交換を実施した。これは左側にTokyo Metro ビジョンと称する広告動画を表示し、右側には乗客への行先案内画面として使用するものである。
乗客への行先案内画面には運行支障時など異常時に総合指令所からの運行情報を配信するシステムを装備している。ただし、これは改修工事車が一定数確保されてから実施を行う（2011年5月時点では未実施）。また、広告動画は主要駅や車両基地（池袋駅・新宿駅・荻窪駅・中野富士見町駅・中野検車区小石川分室入出庫線）に地上配信設備を設け、高速無線通信（ミリ波装置）で自動更新を行っている。この案内表示装置は02-100形の床下に設置したメディア中央装置と送受信装置（TVIS床下箱内に収納）を基本として、各車に配信映像を記録するメディア端末装置、さらに映像を表示するメディア表示器で構成される。表示操作は運転台にある既存の表示操作器経由で行われる。
送受信装置は携帯電話通信アダプタ（運行情報を受信）・ミリ波車上装置（広告映像を受信）、LAN差込口（PCと接続可）の3点で構成される。受信された動画情報はメディア中央装置で情報処理の上、各車両のメディア端末装置に高速メタルケーブル経由で伝送される他、映像表示系統にはイーサネットケーブルを用いて高速伝送を行っている。

#### 制御装置
主回路システムは従来、チョッパ制御車両の更新工事には三相誘導電動機を用いたVVVFインバータ制御へと改造をしてきた。
一方、東京地下鉄では2007年秋から銀座線01系第38編成においてPMSM主回路システムと呼ばれる永久磁石同期電動機を用いたVVVFインバータ制御の走行試験を実施してきた。この走行試験の結果は良好であることから、本系列の改修工事車において本格的に採用することとなった。この永久磁石同期電動機を用いた制御方式は東日本旅客鉄道（JR東日本）E331系で営業運転に使用されているが、同車のDDMに対し、試験車を除いた通常の歯車減速駆動方式の車両としては日本の鉄道車両で初めての本格採用となる。
制御装置は東芝製のIGBT素子を使用した2レベル方式のVVVFインバータ制御装置を採用した。各軸個別制御（1C1M）となるが、2台のインバータを1台の冷却フィンに集約した2in1形インバータユニットを採用、これを2群搭載として装置の大形化を抑えている。
主電動機は前述した120 kW出力の永久磁石同期電動機（端子電圧400 V、相電流198 A、周波数63 Hz、1時間定格出力120 kW、定格回転数1,890 rpm、最高使用回転数3,664 rpm）で、従来の誘導電動機よりも高効率の運用が出来、電力消費量の約10 %減少などが図れるものである。さらに全密閉方式とすることで騒音低減効果も実現している。
なお、改修工事では台車や駆動装置の更新は行わないことから、主電動機の取り付け構造は従来の電動機と同一構造としている。車両性能は従来の3レベルVVVFインバータ車に合わせて起動加速度を3.2 km/h/sに向上させた。

#### 冷房装置
丸ノ内線は車両限界の関係から車両に埋め込む形で冷房装置を搭載しており、冷房装置の能力向上には装置寸法を変更せずに能力向上を必要とされた。これには東芝キヤリアが開発した新形の冷房装置を採用した。
この装置は従来の16.3 kW (14,000 kcal/h) から23.3 kW (20,000 kcal/h) と現行の冷房装置と同一形状としながら能力を40 %向上させている。特に負荷の増大する通勤ラッシュ時に十分な冷房能力を発揮できることが期待された。さらに同一能力を持つ冷房装置と比較しても約60 %の小型化、さらには低騒音や低振動に配慮したものとなっている。
ただし、能力向上に伴う排出熱の増加などが懸念されることから、当初は一部の試験車以外は従来能力で限定運転をさせた。排出熱の検証を経た後に能力向上運転を実施している。

#### 付加工事
冷房装置の能力向上に伴い、02-300形に搭載する冷房電源用補助電源装置（静止形インバータ）は110 kVAから160 kVA出力の能力向上形に更新されている。
また、改修に伴う電気機器の増加で蓄電池の負荷が増加することから、容量の増加とメンテナンスの容易な焼結式アルカリ蓄電池に交換した。また、先頭車に搭載する電動発電機 (MG) とMG制御器はオーバーホールを行い、継続使用とした。
ブレーキ制御装置は床下艤装スペースの確保とメンテナンス省略化のため、ブレーキ作用装置と保安ブレーキ装置を一体化し、ブレーキ制御は1両単位制御から各台車単位制御に更新されている。付加工事とし誘導無線装置機器の更新や車内・車外スピーカーや放送増幅器などの放送関連機器は新品に交換が実施されている。
この大規模改修工事車は外観・車内とも、丸ノ内線開業当初使用していた300形をイメージしたものであり、乗客に懐かしさや親しまれることを目指したものとしている。
なお、2010年9月までに改修工事を完了する第02・05・10編成は改修工事施工場所の都合から1回目の工事では床面への出入口識別表示板の設置と冷房装置更新工事、運転台の行路表差し位置変更は実施しない。このため、同年9月以降に再度改修期間を設けて床敷物の交換とともに実施されている。2010年9月以降に改修工事を完了する編成は全ての更新内容を1回で実施した。

## 編成と運用
本線用の6両編成53本（計56編成、330両）が所属している。本系列の編成総数は、東京地下鉄における同一形式の最大編成数である。

### 本線
所属両数: 6両編成53本（318両、第01 - 53編成）
最大運用数は50本であり、残る3本は予備編成である。全編成が中野検車区所属である。
|                                            | 形式     | ← 荻窪・方南町池袋 → | ← 荻窪・方南町池袋 → | ← 荻窪・方南町池袋 → | ← 荻窪・方南町池袋 → | ← 荻窪・方南町池袋 → | ← 荻窪・方南町池袋 → |
| 1号車                                      | 形式     | 2号車                | 3号車                | 4号車                | 5号車                | 6号車                |                      |
| 02-100形 (CT1)                             | 形式     | 02-200形 (M)         | 02-300形 (T)         | 02-400形 (M')        | 02-500形 (M)         | 02-600形 (CT2)       |                      |
| 分巻チョッパ車                             | 機器配置 | MG CP BT             | CHP                  | SIV2                 | CHP                  | CHP                  | MG CP BT             |
| 分巻チョッパ車                             | 車両番号 | 消滅                 | 消滅                 | 消滅                 | 消滅                 | 消滅                 | 消滅                 |
| VVVFインバータ車 （B修工事前はチョッパ車） | 機器配置 | MG CP BT             | VVVF                 | SIV4                 | VVVF                 | VVVF                 | MG CP BT             |
| VVVFインバータ車 （B修工事前はチョッパ車） | 車両番号 | 02-101 : 02-119      | 02-201 : 02-219      | 02-301 : 02-319      | 02-401 : 02-419      | 02-501 : 02-519      | 02-601 : 02-619      |
| VVVFインバータ車                           | 機器配置 | SIV1 CP BT           | VVVF                 | SIV2                 | VVVF                 | VVVF                 | SIV1 CP BT           |
| VVVFインバータ車                           | 車両番号 | 02-120 : 02-153      | 02-220 : 02-253      | 02-320 : 02-353      | 02-420 : 02-453      | 02-520 : 02-553      | 02-620 : 02-653      |

1. ↑  現在の第1 - 19編成は全てこの形態。
2. ↑  現在は全編成更新済みで消滅。

| 凡例                                                                             | 凡例 | 備考 |
| - CHP: チョッパ制御装置 - VVVF: VVVFインバータ装置 - CP: 空気圧縮機 - BT: 蓄電池 | - MG: 15 kVA電動発電機 - SIV1: 40 kVA静止形インバータ - SIV2: 110 kVA静止形インバータ - SIV4: 160 kVA静止形インバータ | - 前述のように分巻チョッパ車はVVVFインバータ制御に改修中で、 改修を終えた編成はM車の制御装置がVVVFインバータ装置に、 02-300形の補助電源が160 kVA静止形インバータに交換されている。 - 第16編成および第50編成は1995年3月20日に発生した地下鉄サリン事件で被害を受けた編成 |

## 受賞・ラッピング車両など
- 1989年（平成元年）12月20日、鉄道友の会の1989年グローリア賞を受賞した[3]。これは営団地下鉄01系、02系、03系、05系の各新系列車両に対しての賞である。
- 2003年（平成15年）末から、丸ノ内線池袋 - 御茶ノ水間開業50周年を記念して第50編成に開業当時の車両の塗装のラッピングが施された。この編成は2004年（平成16年）1月24日に臨時列車に充当された後、小石川検車区で構内イベントが開催された。その後、2月25日から3月31日まで通常ダイヤに組み込まれて運転された。なおこれは、ロッテのガーナチョコレートのプロモーションによるものである。

また、東京メトロ移行後初期まで前面に「U LINER」という車内広告1社のみのラッピング装飾編成が存在した。
また、東京マラソンが開催される時期には銀座線用車両とともに応援列車を走らせている。車内は、扉に東京マラソンのゴールをイメージしたラッピングと窓部にランナーのラッピングが施されている。車内広告は、東京マラソンの協賛をしている会社の広告のみとなっている。

## 置き換え
東京メトロでは営団時代より、経年12年目でC修工事と称する簡易な改修工事（ゴム材や床関係の改修）、3回目の全般検査になる24年目でB修工事と称する大規模な改修工事（内装取り替えと電気品の更新）、36年目でC修工事、6回目の全般検査になる48年目で廃車となるライフサイクルを見込んでいるが、これはモデルケースであり、必ずしもこの時期に改修工事や廃車が実施されるとは限らず、東京メトロでは01系や一部の03系のようにB修工事を施工することなく置き換えられている事例もある。
本系列の一部車両に見劣りが目立ってきたことと、丸ノ内線に導入予定のCBTC（無線式列車制御システム）に02系が対応できないため、東京メトロの中期経営計画で、2018年度から2022年度にかけて6両編成の新型車両を53編成投入すると発表した。2018年3月に詳細が公表され、形式も2000系に決定した。ただし前述のように、当初は全53編成に大規模改修工事を施工する予定であったが、CBTC導入決定により第20編成以降の改修を中止し、新型車両導入に変更された。
その後2019年1月26日のダイヤ改正で方南町駅のホーム延伸工事が完成し、2000系を含めて支線の6連入線が可能となったが、この時点では3連の運用は未定となっていた。後年の利用状況の変化もあり、2022年7月7日のプレスリリースにて、同年8月27日のダイヤ改正をもって支線における3両編成の運用を取りやめ、丸ノ内線全列車を6両編成に統一する事が発表された。これにより3両編成である02系80番台は、ダイヤ改正をもって営業運転を終了した。
一方本線用6両編成は2023年度に2000系全編成が投入完了したことで2024年3月をもって運用終了したとみなされていたが、実際はその後も第01編成が散発的に運用されていた。しかし同年12月7日に運用開始された新保安システム「無線式列車制御（CBTC）システム」に02系は対応していないことから、これをもって完全に引退となった。
東京メトロでは、国際協力機構発注の「フィリピン国フィリピン鉄道訓練センター設立・運営能力強化支援プロジェクト」に参加し、フィリピンでの鉄道人材育成に携わっており、FEATI大学（ファーッティ大学）ともプロジェクトを通し関係を築き、FEATI大学は同国の私立大学では初めて鉄道関係学科を新設することとなった。今回FEATI大学からの鉄道関係設備寄贈依頼に応え、02系2両（02-151・02-251）の無償譲渡を決定した。2020年2月に同大学へ設置され、教材として活用される。東京メトロは、引き続きフィリピンにおける鉄道人材の育成への支援を行い、フィリピンの都市交通機能向上、日比両国の友好関係の強化につながるよう努めるとしている。